# La Brigade chimérique
Vous lisez un « article de qualité » labellisé en 2020.
Pour les articles homonymes, voir La Brigade chimérique (jeu de rôle).
La Brigade chimérique est une série de bande dessinée française réalisée par les scénaristes Serge Lehman et Fabrice Colin, le dessinateur Gess et la coloriste Céline Bessonneau. Composée de six tomes, elle est publiée entre août 2009 et octobre 2010 aux éditions L'Atalante.
L'histoire prend place à la veille de la Seconde Guerre mondiale dans une Europe où prospèrent des surhommes apparus sur les champs de bataille de la Première Guerre mondiale, au milieu des gaz et rayons X. Convoqués par le Docteur Mabuse au cœur des Alpes autrichiennes, ils assistent impuissants à ses projets de domination européenne. En France, tandis que le Nyctalope, nouveau protecteur de Paris depuis la disparition de Marie Curie, délaisse la politique internationale, les époux Joliot-Curie, conscients du danger allemand, se tournent vers Jean Séverac. Cet homme amnésique, qui aurait travaillé autrefois avec Marie Curie à l'Institut du radium, pourrait être à leurs yeux la clef pour mener la résistance face à la prise de l'Europe par le Docteur Mabuse et ses alliés, Gog en Italie, la Phalange en Espagne et le trouble « Nous Autres » à l'Est.
En revisitant l'ascension du nazisme, la série affiche l'ambition d'expliquer par le biais d'une allégorie fantastique la disparition des super-héros en Europe et l’occultation même de leur existence dans la mémoire collective au lendemain de la guerre. Tout en établissant un lien de cause à effet entre la fin des surhommes européens et l'émergence des super-héros américains, les auteurs rendent hommage à l'anticipation européenne de l'entre-deux-guerres en multipliant les références littéraires à des œuvres tombées dans l'oubli.
Récompensée par le Grand prix de l'Imaginaire en 2011 dans la catégorie « BD - Comics », la série a connu plusieurs prolongements à travers une adaptation en jeu de rôle et des séries de bande dessinée se déroulant avant les événements racontés (L'Homme truqué, L'Œil de la Nuit) ou longtemps après (Masqué, La Brigade chimérique - Ultime Renaissance).

## Genèse de l'œuvre

### Un projet ambitieux

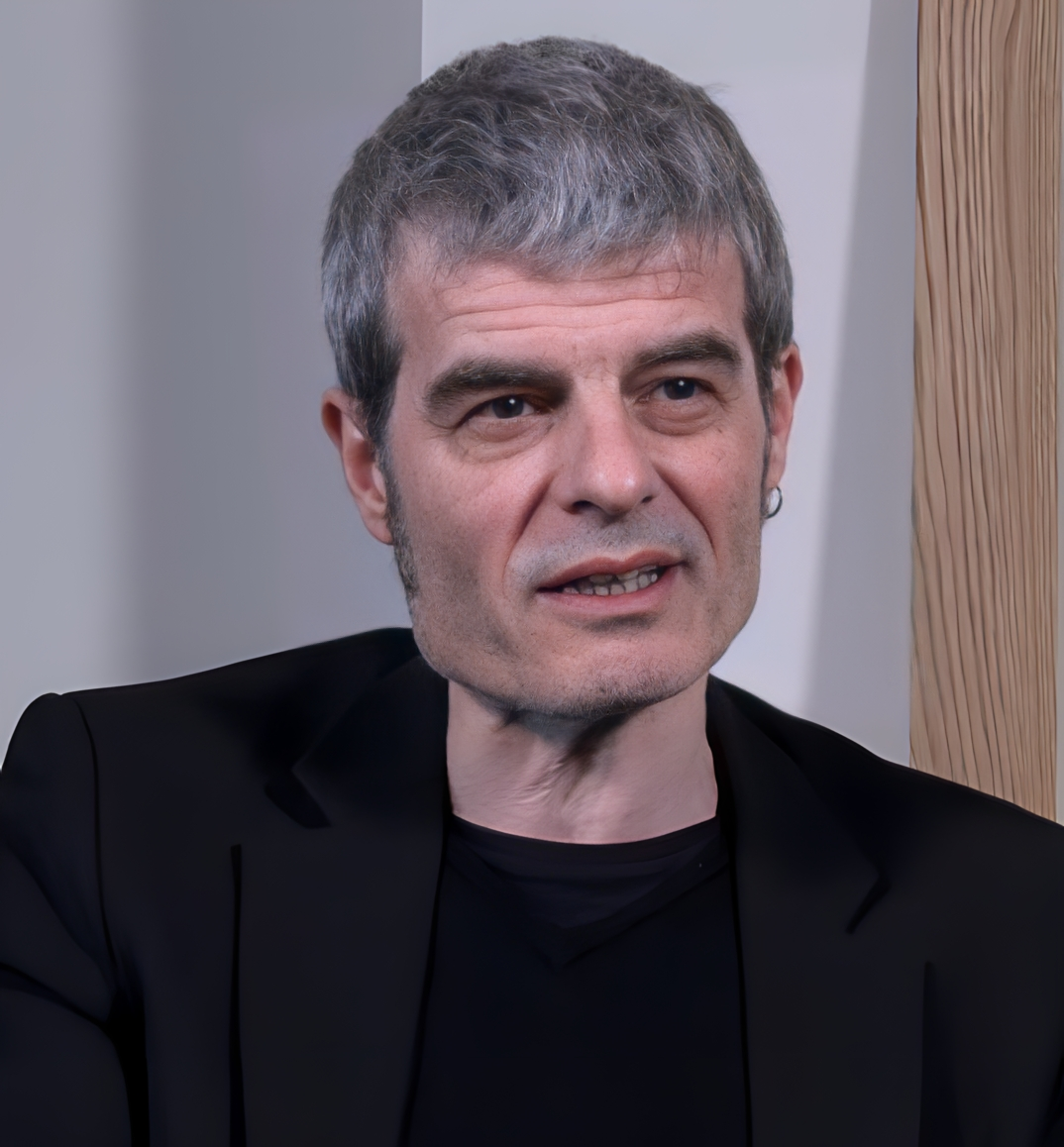
L'auteur de science-fiction Serge Lehman.

À l'origine de la série La Brigade Chimérique, il y a la prise de conscience de l'auteur de science-fiction Serge Lehman, au cours des années 1990, d'un fait paradoxal : la science-fiction est perçue comme un genre essentiellement américain, alors même que le genre existait et prospérait à la fin du XIXe siècle et au XXe siècle en Europe, et en particulier en France. Or cette science-fiction européenne, genre littéraire qui mettait en scène des surhommes, a totalement disparu de l'imaginaire collectif après la Seconde Guerre mondiale.
À partir de ce questionnement, Serge Lehman élabore, à la fin des années 1990, un projet de roman uchronique consacré à la ville de Metropolis, dans lequel il prévoit de mettre en scène les surhommes français des années 1920 et 1930 et de retracer leur disparition de l'imaginaire collectif. Mais l'ampleur de la tâche fait obstacle à l'aboutissement du projet.

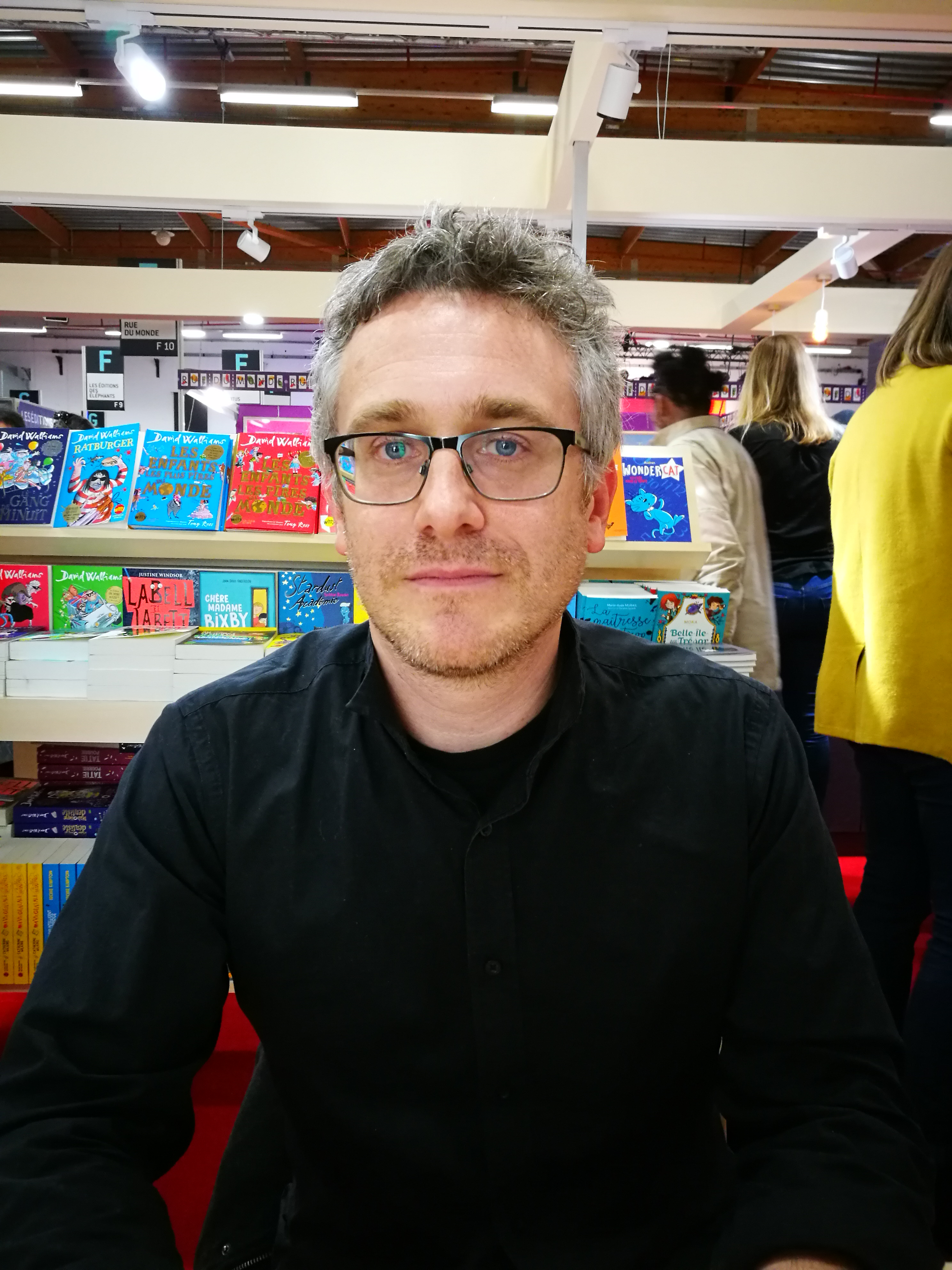
En 2005, le romancier Fabrice Colin s'associe à Serge Lehman pour l'aider à mener à bien son ambitieux projet.

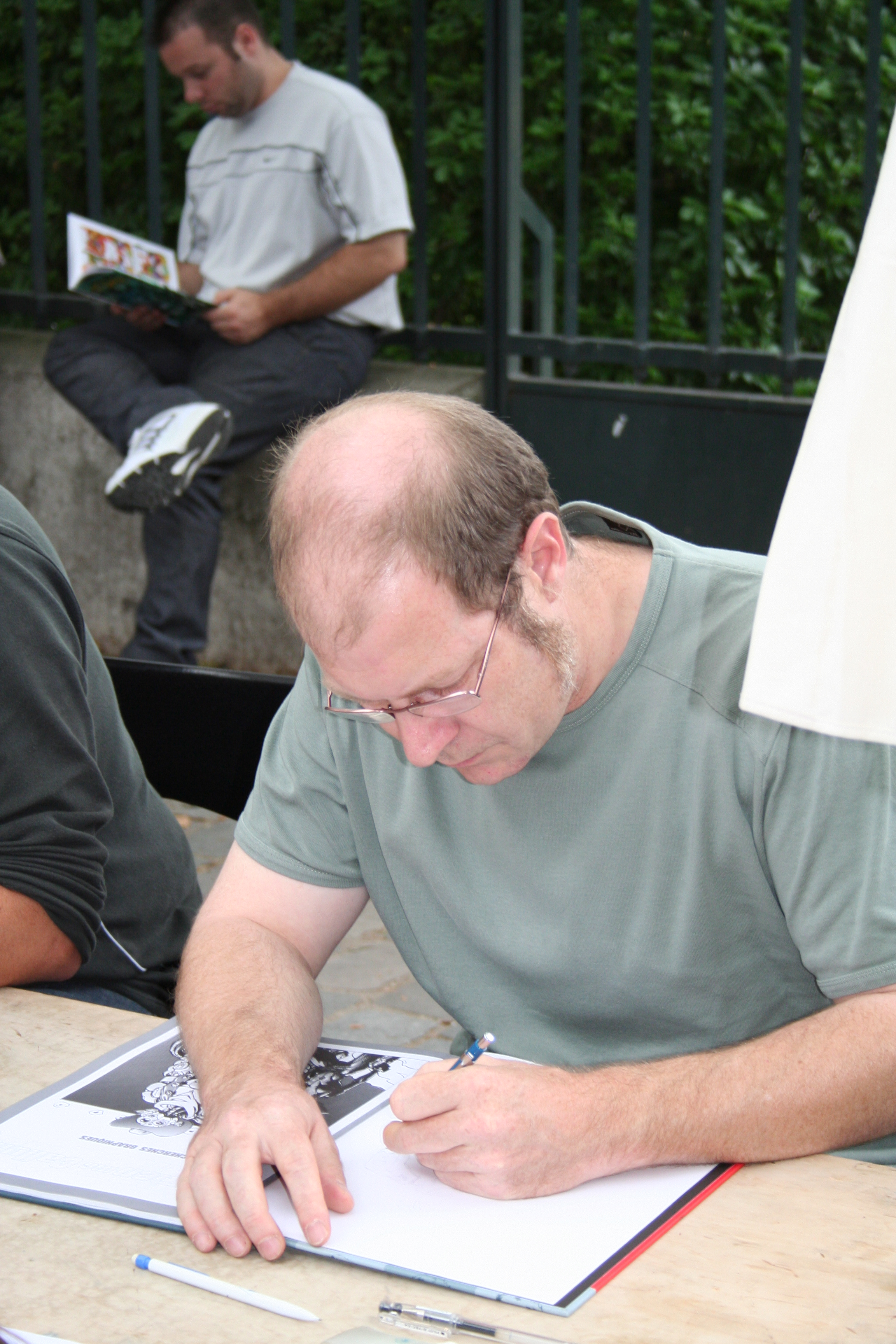
Le dessinateur Gess est sollicité par la maison d’édition L’Atalante pour la partie graphique.

Ce projet est relancé en 2005, alors qu'il participe au lancement de la collection de bande dessinée Flambant Neuf des éditions L'Atalante. Lehman fait part à l'éditeur de son souhait de raconter la disparition des super-héros européens à travers une série de bande dessinée, puis la maison d'édition contacte Gess pour qu'il en réalise le dessin. Pour parvenir enfin à mener à bien son projet, Serge Lehman sollicite l'aide du romancier Fabrice Colin pour l'écriture du scénario. L'équipe s'adjoint aussi les services de la coloriste Céline Bessonneau, dont le nom apparaît en couverture et ne se différencie pas de ceux des scénaristes et du dessinateur.
À travers la série, les auteurs se fixent comme objectif d'expliquer la disparition des super-héros européens de la mémoire collective au profit de la surexploitation de leurs cousins d’outre-Atlantique. En effet, à l'inverse des États-Unis, où ce genre reste fécond et capable de se renouveler régulièrement, en France, les histoires de surhommes ont disparu au lendemain de la Seconde Guerre mondiale, occultant également toute l'anticipation française de l'entre-deux-guerres.
En expliquant cette disparition, La Brigade chimérique réinvestit le genre littéraire en mettant en scène des personnages de fiction ayant connu leurs heures de gloire au début du XXe siècle aux côtés de personnages historiques issus des milieux littéraires et scientifiques. Outre l'hommage aux auteurs français précurseurs de la science-fiction moderne à travers la revalorisation de leurs œuvres, La Brigade chimérique affiche également son intention de rendre ce genre plus familier aux lecteurs, afin que les auteurs français investissent à leur tour les récits de super-héros.
Le nom de la série est à la fois un hommage aux Brigades du Tigre, la police mobile française du début du XXe siècle popularisée par la série télévisée du même nom, aux Brigades internationales et à l'usage du mot « chimère » régulièrement employé par les auteurs d'avant-guerre.
Pour retrouver l'esprit du feuilleton d’avant-guerre et des comics, Serge Lehman cherche initialement à publier la série en kiosque sous forme de fascicules mensuels. Cependant, pour des raisons commerciales, l'éditeur le convainc d'adopter une formule intermédiaire : six albums cartonnés, regroupant chacun deux épisodes, publiés en l'espace d'un an.

### Contexte de création
La série s'inscrit dans une redécouverte depuis le début du XXIe siècle de tout un pan du patrimoine littéraire francophone, non seulement du genre merveilleux-scientifique, mais plus largement du roman-feuilleton populaire.
Serge Lehman participe à ce renouveau avec son article précurseur Les mondes perdus de l'anticipation française paru dans Le Monde diplomatique en 1999, dans lequel il regrette l'occultation de la science-fiction française du début du siècle ; puis avec son ouvrage Les Chasseurs de chimères publié en 2006, qui rassemble un grand nombre de textes d'époque et entreprend ensuite une réflexion sur le genre.
Cette redécouverte s'accompagne également d'une réappropriation de cet héritage par des auteurs français qui s'intéressent à certaines figures de la littérature populaire de la fin du XIXe siècle et du début du XXe siècle, notamment grâce au fait que les histoires de nombreux héros commencent à tomber dans le domaine public. À cet égard, le travail de l'éditeur Jean-Marc Lofficier au sein de la collection Rivière Blanche permet de mettre en scène de nombreux héros célèbres ou oubliés de la littérature populaire dans les anthologies de nouvelles Les Compagnons de l'Ombre. Ce travail de fond vise tout autant l'hommage que la réinterprétation contemporaine.
Outre la littérature, la bande dessinée est également un média très dynamique pour la reconnaissance du merveilleux-scientifique ; de fait, depuis le début du XXIe siècle le thème super-héroïque y est de plus en plus abordé et de façon plus complexe par différents auteurs, à l'instar de la série Les Sentinelles de Xavier Dorison et Enrique Breccia publiée trois mois avant la sortie de La Brigade chimérique. Cette série raconte les aventures militaires pendant la Grande Guerre de super-soldats bénéficiant d'améliorations mécaniques, mais meurtris par leur sacrifice.
Ce regain d'intérêt semble par ailleurs s'inscrire dans le courant plus vaste du steampunk, un genre littéraire uchronique apparu dans les années 1990, qui consiste à revisiter un passé — au départ celui du XIXe siècle — dans lequel le progrès technologique se serait accéléré et cristallisé.
À la sortie du premier tome en 2009, la comparaison est souvent faite avec l'œuvre d'Alan Moore La Ligue des gentlemen extraordinaires parue en 1999, dans laquelle l'auteur anglais a recréé un univers où se côtoient de nombreux héros de fiction de la fin du XIXe siècle et du début du XXe siècle. D'ailleurs, pour éviter d'être taxé de plagiaire, Lehman aurait retardé l'écriture de La Brigade chimérique. Cependant, au-delà du principe de la réutilisation de personnages de littérature, les deux œuvres se distinguent par des objectifs narratifs différents. En effet, si Alan Moore met en scène des héros de la littérature en proie à des menaces purement fictionnelles, Lehman utilise les personnages littéraires dans une vision téléologique qui vise à expliquer leur disparition de la mémoire collective. Pour cela, il retravaille tous les personnages littéraires et historiques afin de les mettre au service d'une histoire originale, racontant la disparition des super-héros européens.

### Entre sources d'inspiration et canular littéraire

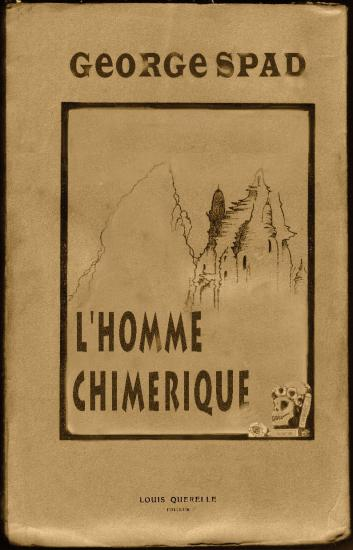
L'Homme chimérique publié par George Spad en 1919 n'est en réalité qu'un canular littéraire.

Dans l'annexe de l'édition intégrale de La Brigade chimérique consacré aux origines de la bande dessinée, Serge Lehman revendique deux sources d'inspiration majeures : L'Énigme de Givreuse du romancier J.-H. Rosny aîné et L'Homme chimérique de la mystérieuse romancière George Spad.
Ces deux romans ont pour point commun d'explorer l'expérience de séparation moléculaire. Le premier, L'Énigme de Givreuse, est paru en 1916 et raconte l'histoire de Pierre de Givreuse qui se retrouve scindé en deux entités amnésiques. Dans son roman, Rosny s'intéresse à la question de la mémoire et des conséquences de l'amnésie. Serge Lehman rend explicitement hommage au roman avec le caméo des jumeaux de Givreuse, ces derniers étant représentés en pleine conversation avec l'Atlante Sun-Koh, le héros de l'allemand Paul Alfred Müller.
La bande dessinée affiche aussi très explicitement sa référence au second roman, L'Homme chimérique de George Spad, tant par le titre que par le rôle principal du personnage George Spad dans la série. Serge Lehman renvoie abondamment à cette romancière dans sa notice jointe en annexe de l'édition intégrale. Il explique ainsi que George Spad — ou George Spadd — serait en réalité un pseudonyme collectif utilisée dans un premier temps par Renée Dunan, puis par une amie à elle à partir de 1924, Huguette Blanche Perrier. Il révèle que ce roman de 1919, paru aux éditions Louis Querelle, raconte l'histoire du capitaine Jean Brun de Séverac disparu dans la guerre des tranchées du premier conflit mondial, qui réapparaît sous la forme de quatre personnages : un adolescent, un géant barbu et chevelu, un homme chauve d'une maigreur squelettique et une jeune femme. George Spad représente les quatre héros comme étant, chacun, un élément de la personnalité de Séverac. Lehman indique ensuite que ce roman donne lieu à une suite sous la forme d'un feuilleton mensuel intitulé Les Pirates du Radium de George Spadd paru entre septembre 1924 et février 1925. La série s'arrête alors sur l'annonce d'une aventure jamais publiée : La Brigade chimérique contre Dr Mabuse. Ainsi La Brigade chimérique de Lehman et Colin reprend directement la suite des Pirates du Radium.
Les informations concernant les éléments biographiques très parcellaires de la romancière proviennent du site Internet de la « Société des amis de George Spad », dont semblent proches notamment les essayistes Joseph Altairac et Guy Costes. Cependant, en réalité, cette source d'inspiration revendiquée par Serge Lehman et dont les aventures collent parfaitement à l'intrigue de la série est un canular littéraire, mis en place par les auteurs au milieu des années 2000. En effet, lors des travaux préparatoires de La Brigade chimérique, Lehman rédige un texte qui devait servir de préface à la bande dessinée, dans lequel il présentait la série comme le prolongement d'un cycle romanesque des années 1920. Bien que cette préface n'ait pas été retenue, le personnage de George Spad a néanmoins intégré le scénario comme héroïne. Enfin, en juin 2021, la romancière Christine Luce rend publique la supercherie en dévoilant son rôle et celui de trois autres essayistes et romanciers (Philippe Ethuin, Joseph Altairac et Guy Costes) dans la mystification. Cette révélation précède la publication en septembre 2021 du roman aux éditions Moltinus. En effet, dans une mise en abyme littéraire, Christine Luce écrit — sous le nom de George Spad — le roman, finalement rebaptisé Renée Dunan contre les mutants. Le roman est réédité en 2024 sous son titre « d'origine », L'Homme chimérique, avec comme sur-titre Christine Luce et Serge Lehman présentent George Spad, agrémenté d'une préface de Luce et d'une postface de Lehman,.

## L'hypermonde, un multivers littéraire
« Les Hypermondes » est le nom de la première collection de livres de science-fiction au monde, créé en 1935 par le romancier et essayiste Régis Messac. Il nomme cette collection d'après le concept éponyme servant à désigner les univers imaginaires dans lesquels se déroulent les histoires que produit le genre. Ainsi, selon Serge Lehman, ce terme peut tout à fait désigner l'univers imaginaire dans lequel apparaissent tous les personnages de fictions de la littérature populaire.

### Une allégorie fantastique de l'Europe de la veille de la Seconde Guerre mondiale

#### Une «métaphorisation» de l'Histoire

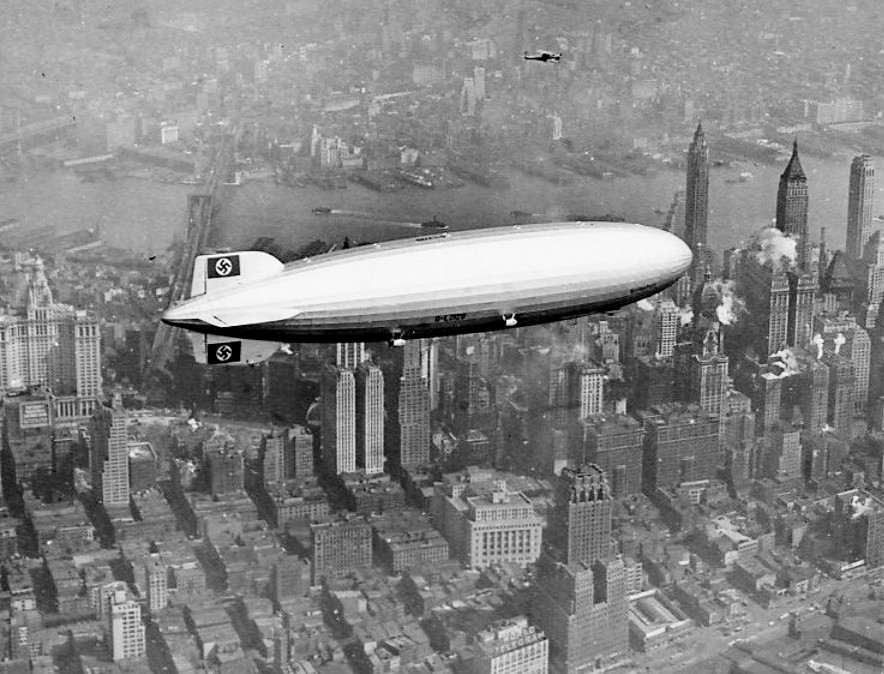
Un dirigeable arborant la croix gammée, tel qu'il en apparait en grand nombre au-dessus de la ville de Metropolis. Ici le Hindenburg au-dessus de New York en 1937.

En mettant en scène des véhicules et des technologies imaginaires, l'univers de La Brigade chimérique est qualifié de « radiumpunk » par ses créateurs. Ce mot, dérivé du terme steampunk, met en avant son rapport à la maîtrise du radium, dont la découverte par Marie Curie sert de point de divergence historique temporaire. Ainsi, si le steampunk se détermine, comme son nom l'indique, par rapport à la maîtrise de la vapeur (steam en anglais), le radiumpunk se distingue par sa maîtrise de la radioactivité.
La série est qualifiée d' « allégorie fantastique » dans la mesure où, bien qu'elle se présente initialement comme une uchronie, elle rejoint la réalité historique en 1939. Serge Lehman et Fabrice Colin s'attachent à faire reposer la chronologie du récit sur l'Histoire réelle, tout y en incorporant toutes les problématiques qui leur semblaient liées au thème du surhomme, que ce soit par exemple les recherches de Marie Curie sur le radium ou la rhétorique nazie sur le surhomme.
Les auteurs s'appliquent également à respecter la chronologie géopolitique de l'Europe de l'entre-deux-guerres : révolution bolchevique, république de Weimar, guerre d'Espagne, en réinterprétant cependant ces événements à travers un prisme conflictuel opposant super-héros et supercriminels. Chacun représente symboliquement les efforts, les volontés, mais aussi les impuissances et les lâchetés qui ont mené tout au long des années 1930 au second conflit mondial. La Shoah est elle-même intégrée comme point culminant du récit, dans la mesure où les auteurs replacent l'extermination des Juifs dans l'univers super-scientifique de la bande dessinée. Ils redonnent par conséquent au mot « holocauste » une signification concrète puisque Metropolis, véritable symbole du régime de Mabuse, est construit sur le sacrifice des Juifs. À travers cette relecture de l'Histoire, Lehman et Colin racontent ainsi « une réalité historique augmentée de son imaginaire ».

#### Contexte géopolitique

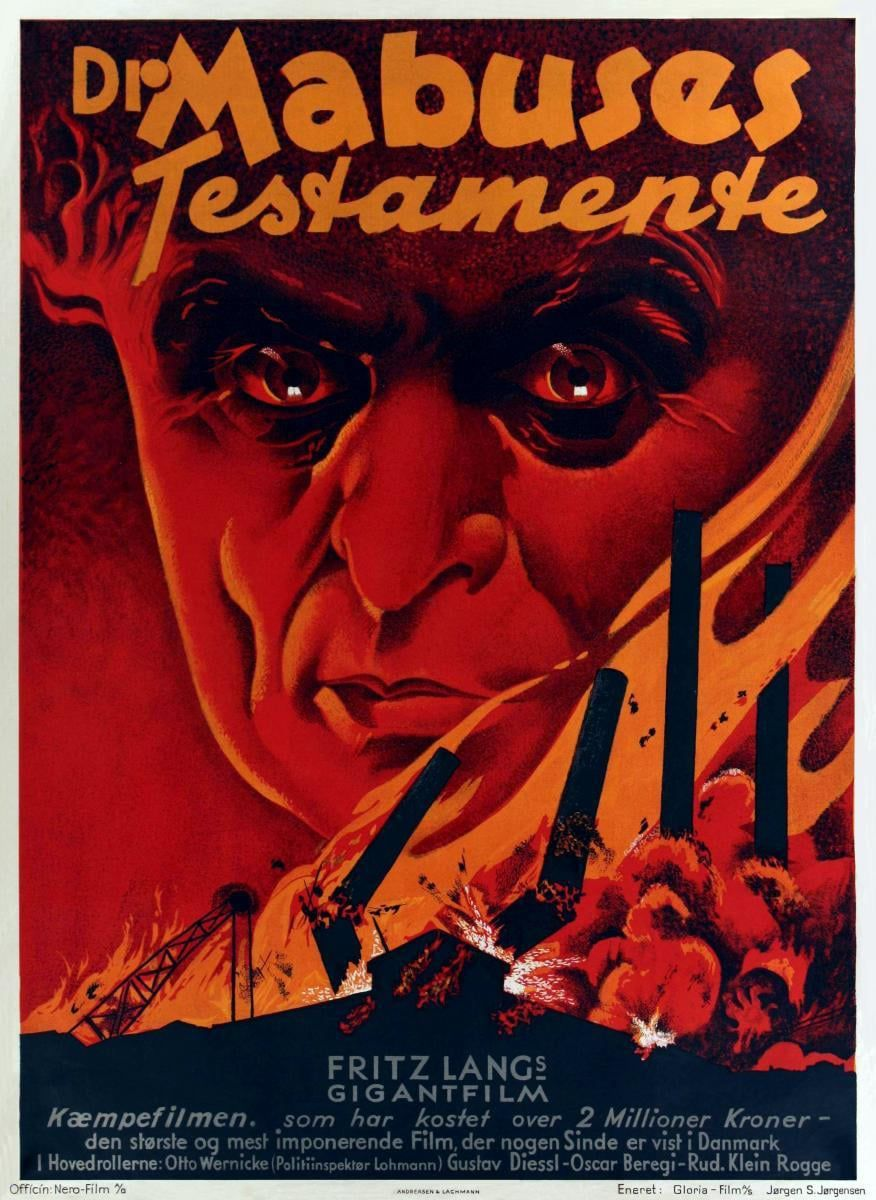
Gess s'est inspiré des traits de l'acteur Rudolf Klein-Rogge pour représenter le docteur Mabuse. Affiche du film Le Testament du docteur Mabuse (1933).

L'univers de La Brigade chimérique prend place dans l'Europe de la fin des années 1930. Si les auteurs respectent le contexte géopolitique européen à la veille de la Seconde Guerre mondiale, ils l'adaptent néanmoins pour y intégrer des personnages de fiction, en plaçant les principales capitales sous la responsabilité de surhommes. Ces personnages sont choisis parmi les héros de la littérature populaire de l'entre-deux-guerres afin d'incarner les trois pôles du conflit mondial à venir : les fascistes, les communistes et les démocraties.
Ainsi, l'Allemagne est aux mains du docteur Mabuse, capable d'hypnotiser les foules. Son organisation emprunte sa symbolique au parti nazi, avec des hommes-squelettes en guise de SS, Hitler apparaissant de manière implicite dans tous ses discours. Créé en 1921 par le romancier Norbert Jacques, le docteur Mabuse est un criminel allemand, archétype de la figure du « génie du mal », à l'instar de ses contemporains Fu Manchu et Fantômas, qui se distingue par sa maîtrise de l'hypnose télépathique lui permettant d'asservir ses victimes. Il est popularisé par les films réalisés par Fritz Lang dans les années 1920 et 1930. Pour concevoir ce personnage et ses projets bellicistes, Lehman et Colin, s'inspirent des films de Lang dans ce qu'ils avaient de contenus implicites sur le nazisme. Ainsi, outre l'initiale « M » qu'ils partagent, les films Mabuse, M le maudit et Metropolis témoignent des positions anti-nazies du cinéaste austro-allemand. Le jeu sur l’onomastique va jusqu’à faire de Metropolis sa ville-capitale.
Pour figurer les alliés européens de Mabuse, les auteurs rencontrent davantage de difficulté car la littérature des pays latins compte très peu de super-héros. Ils optent néanmoins, pour incarner l'Italie fasciste, pour le personnage de Gog issu du roman éponyme de 1931 de l'écrivain italien Giovanni Papini, proche du fascisme. Ce personnage, richissime, cynique et nihiliste, qui tient les rênes financières de l'Italie, contraste avec son allié espagnol nommé « la Phalange ». Ce dernier, surhomme franquiste né dans les tranchées, est un personnage allégorique inventé pour les besoins du récit. Maître de l'Espagne, la Phalange doit néanmoins faire face à la guérilla menée par un héros révolutionnaire nommé « le Partisan ». Ce personnage énigmatique n'est conçu cependant que comme un pur archétype et n'apparaît que sur une affiche, dans les souvenirs de George Spad et à la fin de la série, sur les quais de Londres, illustrant son refus de quitter le continent européen. Les auteurs de l'Encyclopédie de La Brigade chimérique développent plus tard le personnage en le décrivant comme un « héros sans pouvoir », égalitaire et se réclamant de George Orwell.

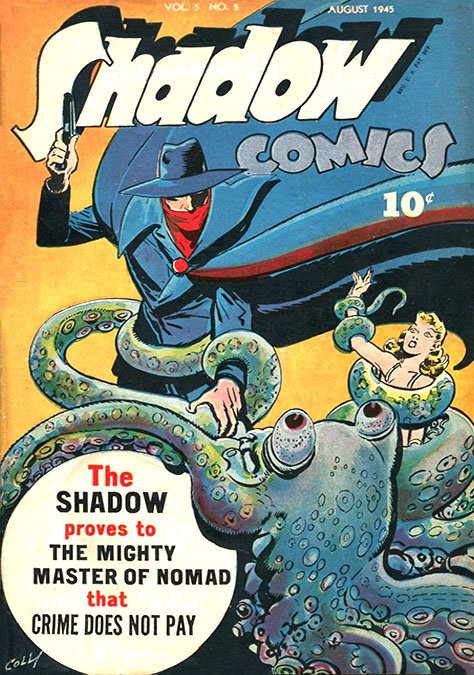
L'Ombre fait partie de la délégation américaine conviée à Metropolis par le docteur Mabuse. Couverture de Shadow Comics d'août 1945.

À l'est de ces puissances nocives, conçues par les auteurs comme les « super-méchants de l’époque », est établie l'ambiguë « Nous Autres ». Illustration de l'URSS, cette organisation soviétique est constituée d'hommes et femmes sans visages, sans pouvoirs mais dont certains pilotent des exosquelettes mécaniques qui les rendent capables de rivaliser avec les surhommes. Issu du roman Nous autres de l'écrivain russe Ievgueni Zamiatine, ce régime est dirigé par un robot dont le visage évoque Staline, appelé « Grand Frère » en référence au « Big Brother » de 1984 de George Orwell. Face à ces régimes, les démocraties occidentales tentent de sauver la paix en Europe. À la veille du conflit mondial, elles semblent néanmoins dépassées dans leurs pathétiques tentatives pour sauver la paix, quitte à mettre en jeu leur honneur.
Depuis la Première Guerre mondiale, Marie Curie, surnommée « la reine du radium », est à la tête de l'Institut du radium où elle accueille les soldats victimes d'expérimentations chimiques dans les tranchées. Soignés, étudiés et souvent formés, ces surhommes qui ont développé des aptitudes extraordinaires, se lancent dans l'héroïsme sous sa direction. À sa mort en 1934, elle désigne le Nyctalope comme nouveau protecteur de Paris grâce à son organisation, le Comité d'information et de défense (CID), dont le siège est basé sous Montmartre. L'héritage scientifique de Marie Curie est récupéré par sa fille et son gendre, Irène et Frédéric Joliot-Curie qui reprennent conjointement la direction de son institut.
L'Angleterre est représentée par Andrew Gibberne, un surhomme capable de se déplacer à très grande vitesse, qui accompagne le Nyctalope dans ses déplacements à l'étranger. Les auteurs le présentent comme le fils du professeur Gibberne, héros de la nouvelle Le Nouvel accélérateur (1901) de H. G. Wells. Alliés de ces démocraties européennes, les États-Unis ne jouent qu'un rôle de spectateurs, bien qu'ils accueillent à la fin de la série les héros qui fuient la victoire de Mabuse en Europe. Présente lors de la convocation de Mabuse à Metropolis, la délégation américaine est composée de M. Steele alias Superman, L'Ombre et le docteur Savage.

#### Contexte super-héroïque

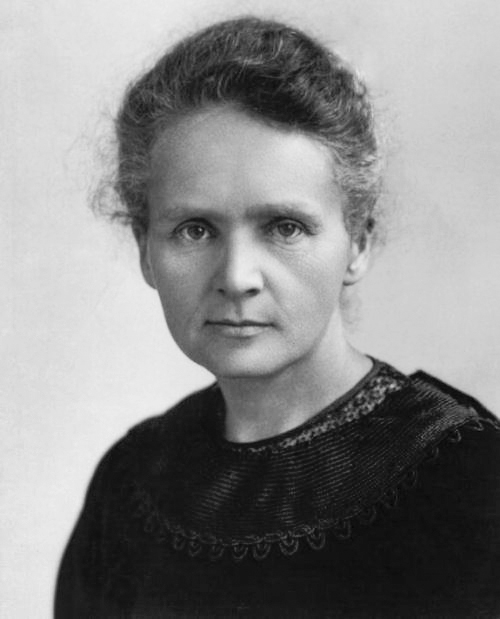
Le spectre de Marie Curie est omniprésent dans la série où son héritage est revendiqué par sa fille Irène et le Nyctalope.

Serge Lehman met à profit son érudition sur la littérature populaire du début du XXe siècle pour structurer un univers fictionnel autour de nombreuses références littéraires ; loin de tomber dans l'anecdote, il utilise ces références au profit d'une réflexion sur l'histoire de la science-fiction européenne.
En forgeant son concept d'Hypermonde, véritable inconscient collectif dans lequel baignent tous les personnages de fiction, Lehman place au cœur de son œuvre « le Plasme ». Ce terme, qui n'apparaît pas dans la bande dessinée mais qui est développé de façon systématique dans l'Encyclopédie qui lui fait suite, désigne une représentation matérielle de l'imaginaire collectif. Il est ainsi tout autant considéré comme un concept théorique que comme une entité de fiction.

Couverture d’Ainsi parlait Zarathoustra de Nietzsche (édition de 1883), dont le thème du surhomme est repris au fil de la bande dessinée.

Les auteurs Serge Lehman et Fabrice Colin, en reprenant des éléments de science-fiction de l'entre-deux-guerres, parviennent à recréer toute une cosmogonie mythologique. En effet, ils mettent en place un récit cohérent qui vise à expliquer l'apparition des surhommes pendant la Première Guerre mondiale, au moment où les soldats furent soumis aux gaz chimiques et aux armes à rayon X.
La découverte du radium à la fin du XIXe siècle et son principe radioactif jouent un rôle déterminant dans l'origine des pouvoirs des surhommes. Dans la littérature des années 1920 et 1930, ce matériau occupait une place centrale en faisant véritablement figure de « matière-miracle ». La personnalité de Marie Curie, notamment récompensée pour ses travaux sur le radium, est véritablement exploitée dans la série qui la présente comme la figure tutélaire des surhommes français. D'ailleurs, de nombreuses scènes se déroulent à l'Institut du radium qu'elle a fondé, décrit comme un lieu iconique par Serge Lehman, au même titre que l'est le Baxter Building pour les Quatre Fantastiques.
La présence du couple formé par Irène et Frédéric Joliot-Curie illustre cette ambivalence entre, d'un côté, la « super-science » héritée de Marie Curie et de l'autre la « science sérieuse », au nom de laquelle Frédéric mène des recherches sur la bombe atomique.
Enfin, le thème du surhomme, élément central dans la série, fait autant référence à une longue tradition du récit fantastique et d'anticipation où les surhommes européens, héritiers des justiciers-gentilshommes du XIXe siècle, prospéraient sous la plume des feuilletonistes, qu'au surhomme nietzschéen, au point de citer en introduction et en conclusion des passages du poème de Nietzsche Ainsi parlait Zarathoustra qui traite du surhomme.
Pour Nietzsche, le surhomme est avant tout une métaphore qui illustre que pour se transcender, l'homme est appelé à se libérer des idoles, de la morale et à se situer volontairement « par-delà le bien et le mal ». Puis, une fois qu'il a pris conscience de la relativité des valeurs, il doit devenir capable de les accepter, non plus par automatisme, mais par choix. Ainsi, la bande dessinée illustre également le devenir des surhommes européens en montrant la réinterprétation du concept nietzschéen par Hitler. Celui-ci applique littéralement les propos de Nietzsche comme un programme psychologique, puisqu'il fait sauter en lui toutes les inhibitions morales pour jouir de la liberté sans retenue.

### Personnages
Le récit propose une réécriture de l’Histoire où les personnages de fictions sérielles de l'entre-deux-guerres prennent corps en Europe à la veille de la Seconde Guerre mondiale aux côtés des personnages historiques.

#### Les Chimériques

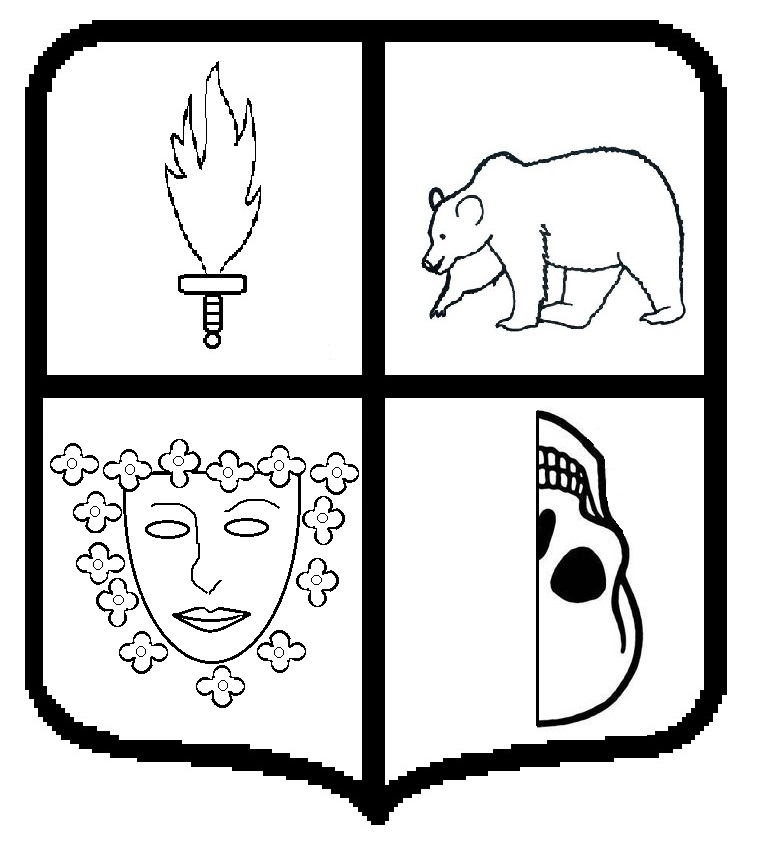
Sur la bague de Jean Séverac, sur laquelle figurent les armoiries de sa famille, est représentée symboliquement ou phonétiquement la séquence « Jean Brun de Séverac » : ainsi, l'épée du Soldat Inconnu représente l'ordre hospitalier de saint-JEAN auquel appartenait son ancêtre Bruno ; BRUN est un nom fréquemment donné aux ours à l'époque médiévale ; Matricia est l'incarnation de la SEVE ; enfin le docteur Sérum est désigné par le mot RAC grâce à un jeu de mots typiquement médiéval : demi-crâne (cra) retourné.

La Brigade chimérique, qui donne son nom à la série, est formée par quatre entités fantastiques issues du cerveau de Jean Séverac, un médecin français blessé pendant la Première Guerre mondiale. C'est autour de ce quatuor de surhommes que tourne le récit principal. Le faux roman L'Homme chimérique de George Spad, conçu comme un travail préparatoire, a servi de base au récit, la série La Brigade chimérique reprenant les éléments narratifs de ce faux roman. Ainsi, dans des commentaires publiés en annexes à l'intégrale de 2012, Serge Lehman raconte l'histoire du lieutenant Jean Brun de Séverac, un médecin militaire de vingt-cinq ans, qui arrive dans les tranchées en 1917. Il tombe amoureux d'une infirmière anglaise, Patricia Owens, qui meurt cependant rapidement de la tuberculose. En 1918, Séverac est victime d'une attaque allemande alors qu'il se trouve dans son laboratoire. Lorsque les nappes de gaz se dissipent, ses hommes découvrent au milieu des décombres de son laboratoire quatre individus : un adolescent, un géant barbu et chevelu, une jeune femme ressemblant à Patricia Owens et un homme chauve d'une maigreur squelettique, devenus lors de la finalisation de la série des entités dotées de pouvoirs merveilleux : le Soldat inconnu possède des ailes d'ange et une grande épée de flammes ; le Baron Brun est un ours humanoïde à la force extraordinaire ; Matricia commande aux formes de vie ; et enfin le docteur Sérum est un squelette au contact mortel. Pendant quinze ans, la Brigade chimérique parcourt le monde et combat des vilains au cours d'aventures avec comme ennemi récurrent le docteur Mabuse, au terme desquelles Marie Curie parvient à inverser la quadripartition et réveiller un Jean Séverac amnésique. Pris en charge par Irène Joliot-Curie, Séverac retrouve ses souvenirs et peut utiliser sa bague pour permuter à volonté avec les Chimériques. La présence latente de la Brigade jusque dans le nom de famille Séverac montre que ces quatre membres ne sont en réalité que des concepts, des archétypes liés à l'inconscient collectif jungien. Et c'est à ce titre qu'ils représentent implicitement le potentiel physique et moral de l'humanité.

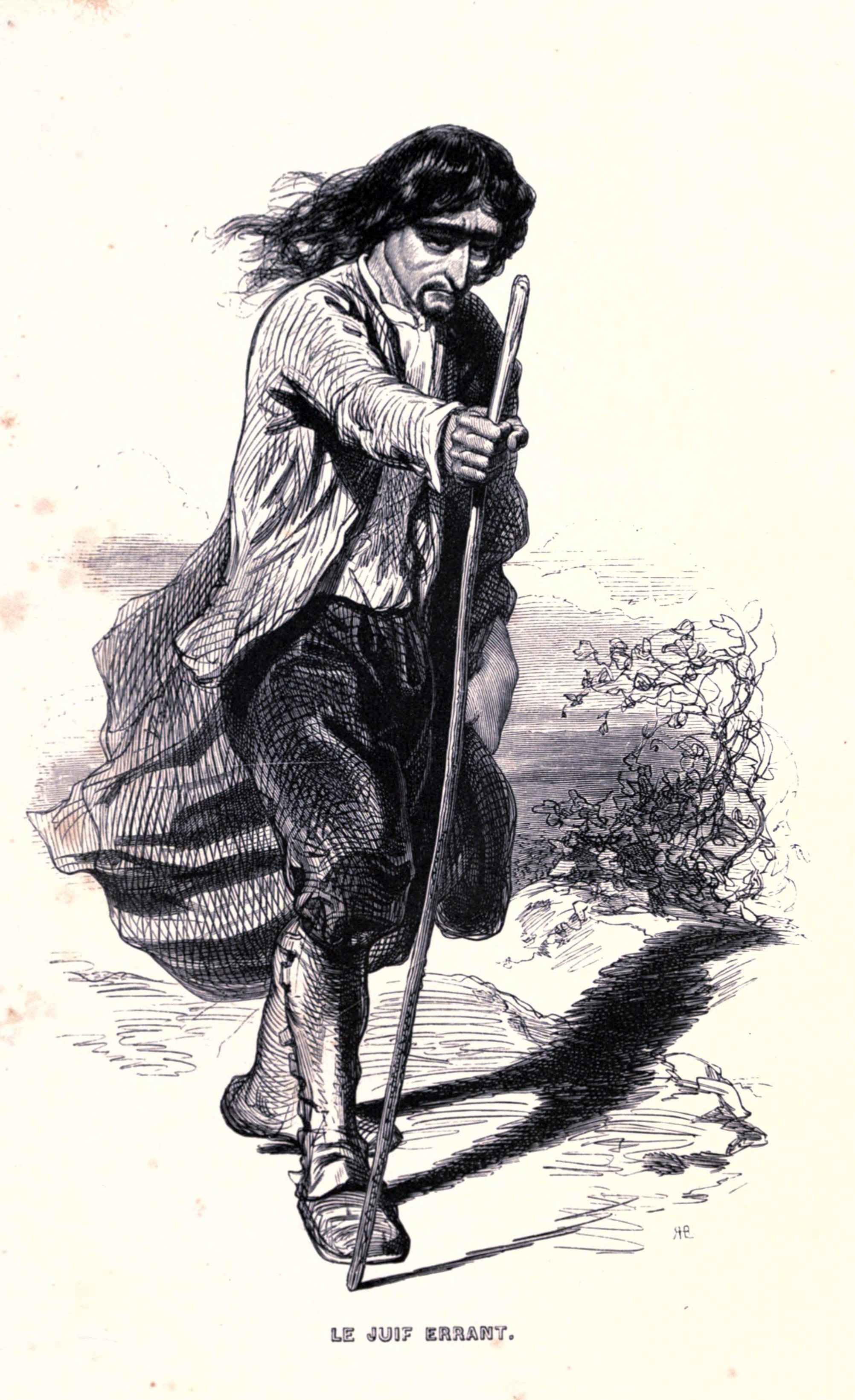
Ashavérus, le Juif errant, incarnation de la figure morale dont se prive le Gang M en le répudiant.
Illustration de Paul Gavarni pour le roman homonyme d'Eugène Sue.

La Brigade chimérique affronte son pendant allemand, qualifié d' « anti-être », constitué du docteur Mabuse, de l'Ange bleu et du Werewolf. Ce groupe, le Gang M, est dirigé par Mabuse, un personnage apparu en 1921 dans le roman Docteur Mabuse, le Joueur de l'écrivain luxembourgeois Norbert Jacques, puis popularisé par les films de Fritz Lang dans les années 1920 et 1930. Serge Lehman et Fabrice Colin en font le principal vilain de l'histoire, annonciateur du nazisme. Ce personnage aux pouvoirs hypnotiques illustre la force de la manipulation mentale et plus généralement de la propagande. Dans son projet de déstabilisation de l'Europe, il est accompagné par l'Ange bleu, hommage à Marlene Dietrich qui incarne une danseuse dans le film éponyme de Josef von Sternberg et par Werewolf, un lycanthrope inspiré des nazis qui, après la défaite de 1945, luttèrent dans la clandestinité sous ce nom de code « werwolf » qui signifie en français « loup-garou ».
Ce Gang M, composé d'un scientifique froid, d'une femme vampire et d'un « homme-animal » est l'équivalent des entités chimériques de la Brigade : docteur Sérum, Matricia et Baron Brun auquel il manque un membre : le Soldat inconnu, qui représente la figure morale. En effet, le récit révèle que le Gang M se constitue, tout comme la Brigade chimérique, durant la guerre des tranchées, à partir d'un lieutenant autrichien, « l'Homme de Comines » qui a subi la même quadripartition que Séverac. Derrière cette révélation, se cache Adolf Hitler, lui-même ayant souffert des gaz après avoir été intoxiqué à l'ypérite le 13 octobre 1918 près de Comines ; les auteurs ayant intégré cette blessure et la longue convalescence qui suivit, au récit. Hitler reprend forme humaine à la fin de la série, après s'être lui-même amputé d'un de ces membres, Ashavérus le Juif errant, se privant ainsi de sa part d'humanité, cette entité jouant le rôle du surmoi, à l'instar du Soldat inconnu pour Séverac.
Dans la série, Ashavérus est par ailleurs assimilé à Gregor Samsa pour deux raisons principales : la première est que cette référence au héros de Franz Kafka permet de faire le lien entre une « littérature populaire » et une « haute littérature » dans la mesure où Serge Lehman considère La Métamorphose comme une des plus belles créations de la littérature du XXe siècle, la seconde est due à des raisons onomastiques. En effet, à la différence de la traduction française de La Métamorphose qui désigne Gregor Samsa par « cafard », Kafka utilise en version originale le mot « ungeziefer » qui devrait en réalité être traduit par « vermine », c'est-à-dire le même mot qu'utilise Hitler pour désigner les Juifs.

#### Les autres personnages principaux
Les surhommes européens sont au centre de la série qui raconte leur devenir. Le traitement du Nyctalope en particulier illustre la disparition de ces super-héros de la mémoire collective. Héros à la carrière prestigieuse mais à la gloire passée, Léo Saint-Clair dit le Nyctalope incarne les valeurs de la Troisième République, et tout comme elle, il appartient déjà au passé en 1939. Ses valeurs conservatrices et son égocentrisme le font apparaître comme un personnage acariâtre et passéiste dont le parcours sert de discours métalittéraire pour illustrer le devenir de la littérature de genre qu'il représente. Fondateur du Comité d'Informations et de Défense (CID) dont la base est cachée sous Montmartre, il a d'ailleurs été désigné par Marie Curie comme son héritier en juillet 1934 à la condition de protéger l'Espagne des mains des fascistes. Rongé par la culpabilité d'avoir trahi cette promesse, il en ressort un ressentiment hostile envers sa fille, Irène Joliot-Curie, et ses alliés américains. À la fin de la série, prenant conscience de sa célébrité crépusculaire, il reproche à son biographe Jean de La Hire, sa médiocrité littéraire et son incapacité de produire un roman à la hauteur de ses aventures. Ici, ce discours s'universalise à l'image de tous les héros de feuilletons qui s'apprêtent à disparaître des mémoires, contrairement à ceux qui ont eu la chance d'avoir des créateurs talentueux, à l'instar d'un Fantômas ou d'un Arsène Lupin, dont les portraits ornent le bureau du Nyctalope.

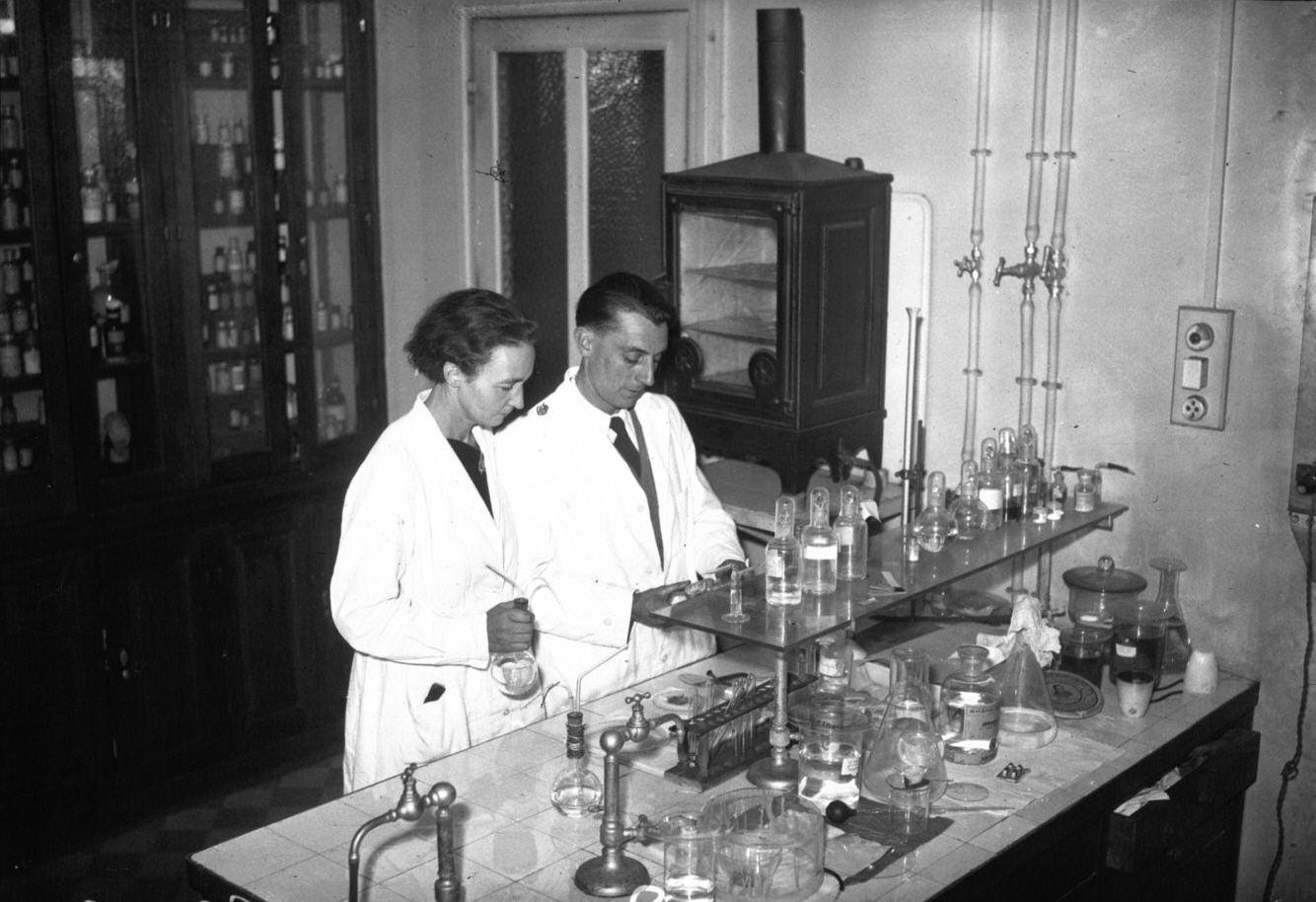
Les époux Irène et Frédéric Joliot-Curie dirigent conjointement l'Institut du radium où sont étudiés les surhommes.

Sous le patronage de Marie Curie, figure tutélaire de la « superscience », les chercheurs incarnent ce mystère scientifique qui a toujours entouré les super-héros. Ainsi, le couple Joliot-Curie, récipiendaire du prix Nobel de Chimie en 1935 pour ses travaux sur la radioactivité, est à la tête de l'Institut du radium, chargé d'étudier les capacités extraordinaires des surhommes. Sous-secrétaire d'État à la recherche en 1936, Irène a pris la tête de l'Institut du radium, non pas à la mort de sa mère en 1934 comme le stipule la bande dessinée, mais en 1946. Par ailleurs, après la guerre, elle participe à la création du Commissariat à l'énergie atomique, dont son mari Frédéric a été le premier Haut commissaire, ce que laisse sous-entendre l'attachement de Frédéric Joliot-Curie à se consacrer à ce qu'il appelle la « science sérieuse », à savoir les recherches sur la bombe atomique.
Enfin, une écrivaine, dont l'identité est entourée de mystères, est au centre de l'histoire. Cette femme aux allures de garçon se fait appeler « George Spad », nom qui évoque celui de George Sand. Déclarant cependant user d'un pseudonyme collectif dont elle n'est que l'actuelle utilisatrice, elle est confondue dans le récit avec Renée Dunan. En effet, non seulement George Spad est présentée comme féministe, anarchiste, également proche d'André Breton et des premiers surréalistes à l'instar de son modèle Renée Dunan, mais de plus, elle revendique être l'auteure de Baal, une aventure de Palmyre. Ce roman fait référence à l'œuvre de Renée Dunan publiée en 1924 : Baal ou la magicienne passionnée, dans laquelle la protagoniste est une magicienne du nom de Palmyre. Au cours de la série, son passé est révélé : combattante aux côtés du Partisan pendant la Guerre d'Espagne, elle est exposée à un nuage chimique par la Phalange. Incapable de reprendre le combat, elle se réfugie à Paris en février 1937 où elle est remarquée par André Breton. Son exposition au gaz chimique lui fait entendre des voix, dont elle finit par comprendre qu'il s'agit de l’Hypermonde — qu'elle appelle son Invisible — qui lui parle directement. Les auteurs utilisent son destin comme une métaphore de la disparition de la littérature européenne de l'imaginaire, puisque après avoir été arrêtée par les Allemands et déportée au camp d'Auschwitz, elle meurt dans les chambres à gaz, la science l'emportant définitivement sur la superscience.

#### Personnages secondaires

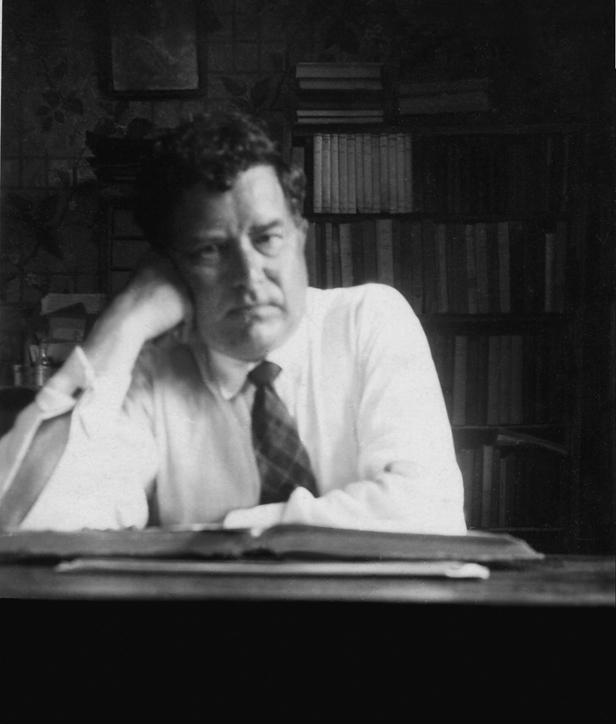
Régis Messac est le président du Club de l'Hypermonde qui rassemble quelques des plus grands auteurs français de la littérature de l'imaginaire de l'entre-deux-guerres.

Outre l'hommage à une littérature populaire, les auteurs placent l'imaginaire de l'entre-deux-guerres au centre du récit, c'est la raison de la présence ou des références à de nombreux personnages historiques et fictionnelles des années 1920 et 1930. Ainsi, en premier lieu, les romanciers occupent une place à part entière en tenant le rôle d'observateurs et d'archivistes des exploits des surhommes. Deux groupes de personnalités des milieux littéraires parisiens se distinguent. Le premier est le Club de l'Hypermonde, composé de quelques auteurs de la littérature de l'imaginaire. Cette société fictive est présidée par Régis Messac en sa qualité de fondateur de la première collection de livres de science-fiction « Les Hypermondes ». Sous sa présidence, sont présents Louis Boussenard, J.-H. Rosny aîné, Jean Ray, Jacques Spitz et le jeune René Barjavel. Le second groupe est composé des surréalistes parmi lesquels George Spad a un temps compté. Serge Lehman accorde une place importante à ce mouvement artistique dans la mesure où de nombreux membres entretenaient des liens étroits avec la science-fiction, à l'instar de Renée Dunan, Jacques Spitz, Boris Vian ou encore René Daumal. Non seulement, le théoricien du mouvement, André Breton, est mis en scène, mais les auteurs ont également pris la liberté de prolonger pour les besoins du récit, l’Exposition Internationale du Surréalisme jusqu'en janvier 1939.
L'essence même de l'univers de la série, appelé hypermonde par les auteurs, réside en sa propension à réunir de nombreux héros issus des littératures populaires qui apparaissent comme personnages secondaires ou simplement au détour d'une case. C'est la raison pour laquelle le héros de l'écrivain belge Jean Ray, Harry Dickson, se retrouve à discuter avec celui du Britannique William Hope Hodgson, Thomas Carnacki ; tandis que les jumeaux de Givreuse de J.-H. Rosny aîné conversent avec l'Atlante Sun-Koh de l'Allemand Paul Alfred Müller ; Félifax de Paul Féval fils, membre du CID, une organisation créé par Jean de la Hire, est envoyé enquêter à Metropolis, la ville mise en scène par Fritz Lang ; ou encore des héros fréquentent l'Institut du radium créé par Marie Curie, à l'instar de François Dutilleul de Marcel Aymé et du docteur Flohr de Jacques Spitz, le savant à l'origine de l'Homme élastique,.

### Résumé
Raconté sur douze épisodes, le récit se déroule sur une année entre le 30 septembre 1938 et le 30 septembre 1939.
Mécanoïde Curie

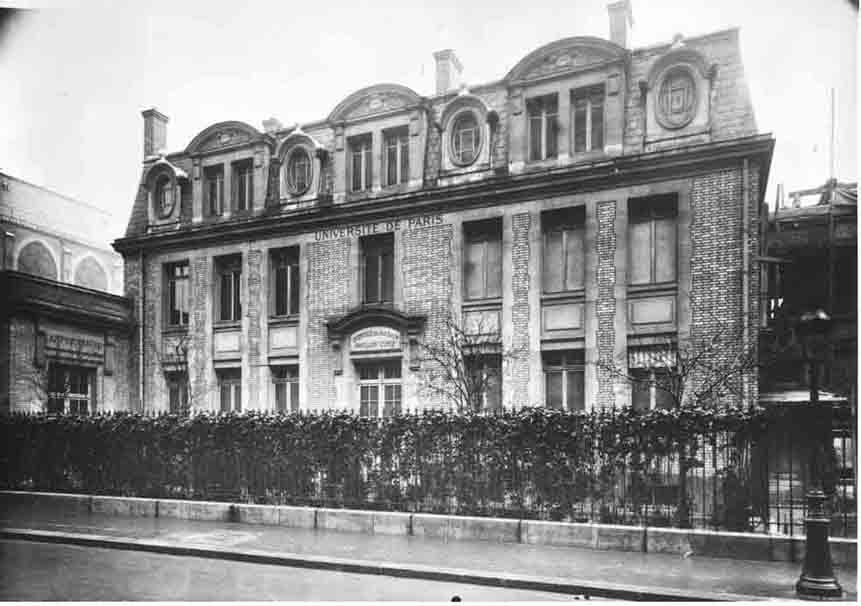
L'Institut du radium dirigé par Irène et Frédéric Joliot-Curie, est au cœur de nombreuses expériences « superscientifiques ».

En septembre 1938, à l'invitation du docteur Mabuse, des surhommes issus de toute l'Europe et des États-Unis se rendent à Metropolis, une ville nouvelle des Alpes autrichiennes, pour discuter des moyens de préserver la paix. Entrée clandestinement et dissimulée grâce à l'organisation soviétique « Nous Autres », Irène Joliot-Curie assiste à la proposition de Mabuse faite aux surhommes de s'allier pour assouvir l'humanité et asseoir leur domination sur le monde. Son discours est néanmoins interrompu par l'intervention d'un métamorphe, Gregor Samsa dit le Cafard, qui informe le public des projets bellicistes en Europe centrale du docteur allemand. Son entrée provoque une bataille rangée entre Mabuse et ses alliés d'un côté et un front atlantique composé des héros anglais, américains et français de l'autre, qui parvient à mettre Samsa à l'abri.
La Dernière Mission du Passe-muraille
Six mois plus tard, le Nyctalope, à la tête de l'organisation CID et protecteur de Paris depuis la mort de Marie Curie, se choisit un nouveau biographe dans les milieux surréalistes en la personne de l'énigmatique George Spad. De leur côté, à l'Institut du radium, alors qu'Irène et Frédéric Joliot-Curie assistent à des expériences visant à créer un homme élastique, le couple reçoit une missive de l'organisation « Nous Autres » leur intimant de leur communiquer les révélations de Samsa. Ami du couple, François Dutilleul accepte de s'introduire au siège du CID cachée sous Montmartre, pour requérir les révélations de Samsa.
Cagliostro
Le Nyctalope capture l'Homme élastique, un individu échappé de l'Institut du radium et capable de modifier sa taille. Désireux de punir les Joliot-Curie à la suite de l'intrusion du Passe-Muraille dans son repaire, le protecteur de Paris propose à son prisonnier de se venger du couple responsable de sa transformation. Pendant ce temps, au cours de son enquête sur la passation de pouvoir entre Marie Curie et le Nyctalope, George Spad rencontre un proche de la scientifique, le docteur Jean Séverac. Ce vétéran de la Grande Guerre se déclare incapable de la renseigner en raison d'un long coma de seize ans, dont il est sorti en 1934. Sur ces entrefaites, l'hypnotiseur Cagliostro apparaît devant eux pour provoquer un massacre mais l'intervention de la sorcière Palmyre met en échec ses projets meurtriers. En ramassant le dossier de Spad, Jean Séverac tombe sur une photo de la Brigade chimérique, et reconnaît les individus qui hantent ses rêves.
La Chambre ardente
Troublé par les révélations de George Spad sur ses liens avec un groupe de mystérieux super-héros proches de Marie Curie —  appelé la Brigade Chimérique —, Jean Séverac se rend à l'Institut du radium. L'attaque de l'Homme élastique contre l'Institut provoque l'apparition des quatre chimériques. Après leur victoire contre le géant, les quatre individus fusionnent pour redevenir Jean Séverac. Pendant ce temps, le Nyctalope se tourne en secret vers l'organisation soviétique « Nous Autres ».
L'Homme cassé
Jean Séverac s'expose à la chambre ardente, un appareil mis au point par Marie Curie, ce qui lui permet d'accéder aux souvenirs de la Brigade chimérique pendant son « coma ». Alors que des vampyres sortent des égouts de Paris, le CID intervient avec Félifax pour les chasser. Londres est également attaquée par des machines inconnues qui bombardent les habitants de messages hypnotiques pour leur enjoindre de s'entretuer. Les pouvoirs magiques du docteur Thomas Carnacki se révélant insuffisants, John l'Étrange et son chien Sirius mettent fin à la menace avant de découvrir le sigle nazi ornant le poitrail interne des robots.
Bon anniversaire docteur Séverac

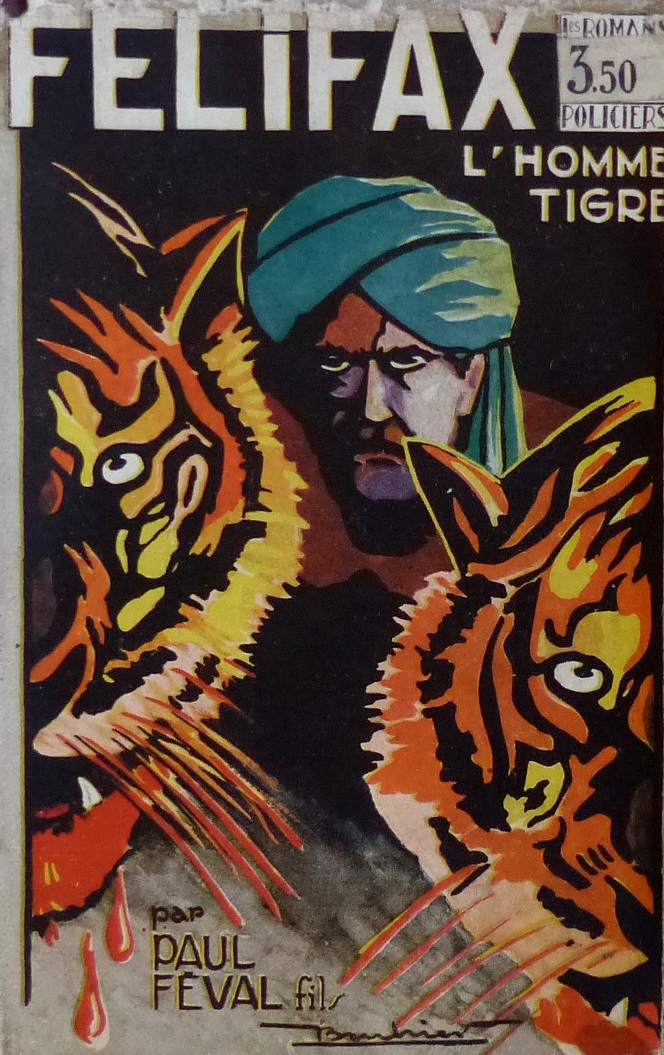
Félifax l'homme-tigre est un allié du Nyctalope. Couverture du roman de 1929 de Paul Féval fils.

La Xénobie, une créature extraterrestre ayant déjà terrorisé la Ville-Lumière par le passé, parvient à s'échapper de l'Institut du Radium. Intrinsèquement inoffensive, l'entité n'en représente pas moins un véritable danger pour les Parisiens car elle se nourrit d'électricité, à la grande joie des Vampyres qui attendent de surgir à la surface en profitant de l'obscurité.
La Brigade chimérique intervient mais plutôt que d'affronter la Xénobie, Matricia choisit de lui procurer un maximum d'énergie en dérivant toute l'électricité sur la Tour Eiffel. Reconnaissante, la créature extraterrestre est en mesure de retourner chez elle dans l'espace.
Politique internationale
Irène a modifié la bague de Jean Séverac pour qu'il puisse permuter avec les Chimériques sans avoir recours à l'encombrante chambre ardente. Et tandis qu'elle lui demande d'enquêter sur Gregor Samsa toujours captif dans les locaux du CID, le gouvernement français mandate Félifax pour se renseigner sur les activités allemandes à Metropolis.
Avant de partir en mission, Séverac rend visite à Spad qu'il retrouve inconsciente, terrassée par des voix intérieures. Pendant ce temps, le Nyctalope et l'Accélérateur sont à Moscou pour négocier une alliance avec « Nous Autres » contre Mabuse, mais l'entrevue stratégique avec le Grand Frère est sans cesse repoussée.
HAV-Russe
À Moscou, le Nyctalope et l'Accélérateur comprennent qu'ils se sont fait abuser par « Nous Autres », pendant qu'à Metropolis, convaincu par les expériences de Mabuse sur la transformation de Juifs en soldats crânes, le Grand Frère accepte de sceller une alliance entre les deux pays.
À Paris, la Brigade chimérique attaque le quartier général du CID pour délivrer Gregor Samsa. Alors que le Baron Brun et Sérum doivent affronter un monstre venu des fonds des âges, les autres membres du commando ne parviennent pas à empêcher la mort de Samsa, qui prononce quelques mots énigmatiques avant de mourir : « H-A-V-Russe ».
Le Club de l'Hypermonde
Pour élucider la signification des derniers mots de Samsa, George Spad se fait aider du Club de l'Hypermonde, une association de feuilletonistes, véritables archivistes de la superscience. Elle découvre ainsi que Gregor Samsa a appartenu au Gang M à la fin de la guerre sous le nom d'Ashavérus (H-A-V-russe). Ce gang, qui forme une brigade chimérique allemande à partir de « l'Homme de Comines », a néanmoins chassé Ashavérus de ses rangs au bout de quelques mois.
Avertie par Félifax de l'alliance entre « Nous Autres » et Mabuse, la Brigade chimérique décide d'affronter celui-ci directement à Metropolis.
TOLA

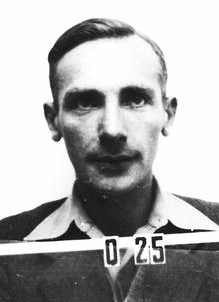
Assistant d'Irène Joliot-Curie, Joseph Rotblat est la clef des voix intérieures qui parlent à George Spad.

Rejetée par le Nyctalope, Irène Joliot-Curie parvient néanmoins à trouver un moyen de transport pour conduire la Brigade chimérique à Metropolis. Tandis que Sévérac s'élance vers la ville allemande, Spad se rend à Varsovie sur les traces de Tola, la femme de l'assistant d'Irène, Joseph Rotblat. En effet, ayant enfin résolu le mystère de ses voix intérieures, elle comprend qu'elles sont en réalité des émanations de l'Hypermonde. Cependant, au moment de retrouver la femme de Rotblat, l'écrivaine fait face à l'Homme élastique, de retour à Varsovie pour se venger des hommes.
La tête arrive
L'Homme élastique s'en prend à Spad venue sauver Tola Rotblat. Il est tué grâce à l'intervention de soldats nazis, qui mettent néanmoins aux arrêts les deux femmes.
Pendant ce temps, à Metropolis, la Brigade chimérique affronte Mabuse et ses sbires. Alors qu'elle a l'avantage sur le Gang M, Mabuse retourne la situation en dressant Sérum contre le Soldat Inconnu. La brève lutte fratricide qui s'engage est exploitée par leurs adversaires, qui tuent les quatre chimériques, mettant par conséquent fin au dernier obstacle à leur funèbre projet.
Épilogue : Le Grand Nocturne
Révélant au grand jour l'alliance entre l'Allemagne et l'URSS, Mabuse déclenche la guerre contre les démocraties européennes en attaquant Varsovie.
Sur les quais de Londres, escortés par Monsieur Steele, les surhommes européens embarquent à bord d'un ferry pour fuir vers les États-Unis. Exfiltré depuis Prague, le Golem annonce que son départ va provoquer pour longtemps l'éclipse de la superscience en Europe.
À Paris, le Nyctalope, esseulé, sombre dans l'amertume et la folie, tandis qu'à Metropolis, le Gang M, prenant conscience que la superscience s'amenuise avant de s'éteindre, entreprend de fusionner pour reformer « l'Homme de Comines » alias Adolf Hitler.
George Spad, ayant échoué à sauver Tola, est emmenée dans un camp d'extermination. Elle entend à nouveau les voix de l'Hypermonde, qui lui annonce qu'il va disparaître mais qu'il reviendra un jour.

## La disparition du genre littéraire SF en Europe
La particularité de ce récit de super-héros, est qu'elle n'est pas construite autour d'un héros en particulier, mais plutôt autour de nombreux personnages afin de raconter une époque. C’est une bande dessinée sur l’Histoire de l’Europe, dont le sujet principal est la science-fiction, et plus globalement l'imaginaire européen de l'entre-deux-guerres. À partir de son questionnement initial quant aux raisons de la disparition des super-héros européens après la seconde guerre mondiale, Serge Lehman apporte des explications sur l'éclipse de ce genre littéraire en Europe au profit d'une science-fiction quasi-exclusivement américaine.

### Une amnésie culturelle ou le déclin de l'imaginaire

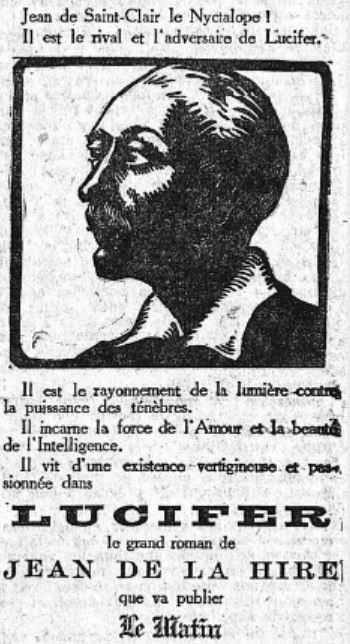
Le personnage du Nyctalope, héros de fiction très populaire dans l’entre-deux-guerres, illustre cet oubli dans lequel tombent les surhommes français au lendemain de la Seconde Guerre mondiale. Encart publicitaire publié en 1921 dans Le Matin.

Pour expliquer la disparition des surhommes européens de la mémoire collective, Serge Lehman applique un processus psychanalytique. Et pour cela, il fait le rapprochement avec les raisons éditoriales qui incitent les industries du comics à faire intentionnellement disparaître certains personnages périodiquement. Ainsi, il invente des circonstances dans la fiction pour expliquer l'effondrement et la disparition de la science-fiction européenne. Tout d'abord, les surhommes et proto super-héros, qui étaient un élément très important de la science-fiction européenne de l'entre-deux-guerres, ont été oubliés en grande partie après la Seconde Guerre mondiale, car ce concept a été abondamment utilisé par le régime nazi à travers la figure du surhomme de race blanche et pure. Ainsi, dans l'imaginaire, les surhommes européens se sont compromis lors de leur récupération par les Nazis. C'est la raison pour laquelle l'opinion publique a inconsciemment préféré les oublier plutôt que d'affronter en face ce qu'ils représentaient. L'exemple du Nyctalope, personnage central de la série, illustre d'ailleurs tout à fait le destin de ces proto super-héros. Doté de super pouvoirs grâce à sa vision nocturne, proche du pouvoir en tant que protecteur de Paris, il garde un rôle attentiste face à la menace allemande, préfigurant, pour les auteurs Lehman et Colin, son rôle passif durant l'occupation. Personnage très populaire dans la première moitié du XXe siècle aux multiples aventures racontées dans dix-neuf romans, il sombre totalement dans l'oubli à partir des années 1950.
Cette récupération du thème du surhomme, et plus généralement la réinterprétation des concepts, sont illustrées par les projets de manipulation du docteur Mabuse. En revendiquant « le pouvoir de créer le réel par la parole », Mabuse peut littéralement transformer des êtres humains en animal ou en matière. C'est par le sacrifice des Juifs qu'il bâtit la ville de Metropolis en quelques mois seulement. Au terme de la bataille finale qui oppose la Brigade chimérique au Gang M, le Soldat Inconnu est vaincu et à son tour sacrifié au nom de la nouvelle pensée prônée par Mabuse. En devenant une figure ailée sculptée sur un immeuble, la figure du soldat des tranchées françaises est récupérée et réinterprétée par l'ennemi. Ici encore, l'hypnose de Mabuse, métaphore de la propagande nazie, agit comme elle l'a fait précédemment lorsque Cagliostro pousse les Parisiens à s'entretuer ou lorsque les robots hypnotiques en font autant à Londres. Manipulé, le docteur Sérum tue le Soldat inconnu — visualisé comme un cafard —, annihilant dans le même mouvement la Brigade. Si la Brigade chimérique représente une France idéalisée et surpuissante, et domine de fait physiquement le Gang M, c'est sur la force des idées qu'elle perd le combat. Privée de son leader, elle dépérit, à l'instar de la France : pays vaincu, divisé et collaborationniste.
Le genre littéraire science-fictif a été brutalement stoppé avec l'émergence des idéologies du XXe siècle, dans la mesure où l'imaginaire a cédé le pas au réalisme politique. Un véritable complexe a empêché les auteurs français de traiter sérieusement le genre autrement que sous l'angle de la caricature et de l'humour. Le nazisme, incarné dans la série par le Gang M, s'est appliqué à dissiper du territoire européen tout espoir et toute trace d'imagination, qui sont les deux conditions de l'apparition des super-héros. C'est la raison pour laquelle, ayant pris soin d'uniformiser la pensée, le Gang M — lui-même issu de l'imagination — n'a plus sa place dans le monde et doit céder la main à son alter ego, Adolf Hitler. L'établissement de l'anti-être incarne ainsi l'anéantissement d'un certain nombre de valeurs européennes, dont son humanisme, son rapport à l'imaginaire et sa capacité à rêver ses héros pour se créer une mythologie populaire.

### La passation de flambeau du genre SF: de l'Europe aux États-Unis

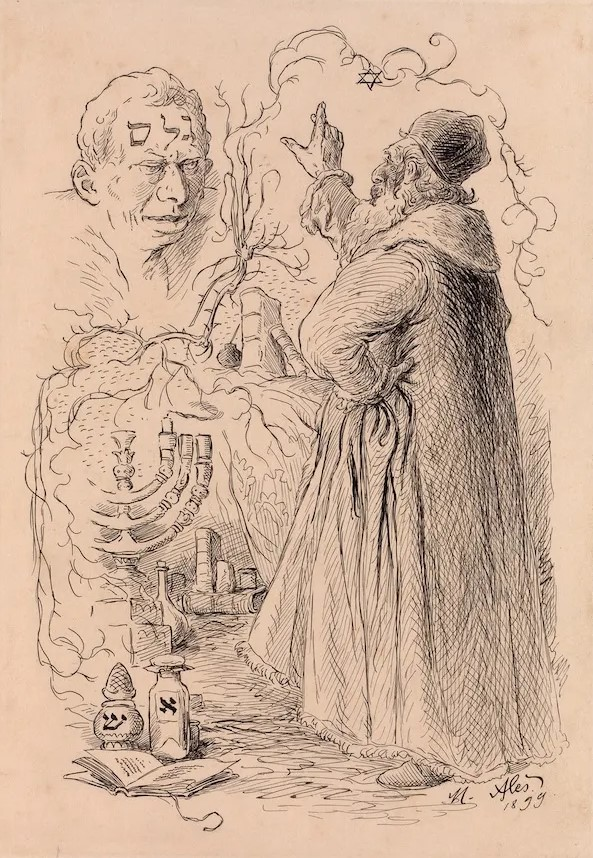
Cette illustration de Mikoláš Aleš représente le Golem de Prague, source de l'imagination superscientifique européenne, mais contraint de fuir vers l'Amérique.

En mêlant en permanence fiction et politique, la série témoigne de l'échec de l'Europe à surmonter ses tendances auto-destructrices, face à des États-Unis où se déplace l'espoir à la veille de la Seconde Guerre mondiale. D'ailleurs, pour Serge Lehman, pouvoir exprimer son système de valeurs étant un privilège de vainqueurs, les Américains — et dans une moindre mesure les Anglais — ont ainsi eu le monopole du super-héros comme figure fictionnelle à partir des années 1950 ; tandis qu'en Europe, à cause du discrédit à la suite de la mainmise du concept par le pouvoir nazi, le concept de super-héros était à la fois moqué pour sa naïveté, mais également douteux sur le plan idéologique.
Les auteurs mettent en adéquation la fin des surhommes européens avec l'apparition des super-héros américains. En effet, ce déplacement de l'espoir, de l'imaginaire est illustré par l'exil des surhommes qui quittent le continent européen. Ainsi, le Golem de Prague est lui aussi contraint de gagner les États-Unis. Cet homme d'argile façonné par le rabbin Loew évoque non seulement le peuple juif rendu indésirable en Europe, mais, en tant que dernier survivant de l'Âge magique européen, il est également la source des pouvoirs superscientifiques qui entretiennent la dimension merveilleuse du récit ; son départ entraîne par conséquent la fin de la parenthèse uchronique de l'Histoire. En outre, son départ sert aussi de métaphore pour illustrer la fuite des cerveaux des Juifs d'Europe au cours du XXe siècle, que ce soit scientifiquement avec Albert Einstein, ou culturellement, à l'instar des créateurs des premiers comic-books en majorité d'ascendance juive : Jack Kirby, Stan Lee, Will Eisner, ou encore Jerry Siegel et Joe Shuster. Ceux-là mêmes qui sont à l'origine des super-héros américains, lesquels sont finalement très proches des surhommes européens. À titre d'exemples, si le Nyctalope peut être perçu comme une sorte de Nick Fury voyant dans l'obscurité et à la tête d'un SHIELD à la française, la sorcière Palmyre apparaît comme un pendant féminin au docteur Strange capable de se faire obéir par des monstres similaires à ceux de la littérature lovecraftienne.
Cet exil des surhommes européens est organisé par Monsieur Steele, aisément reconnaissable comme Clark Kent. Ce super-héros américain archétypal symbolise dans la série le nouveau visage du surhomme dès lors qu'il s'est établi en Amérique. En effet, à l'arrivée du Golem, il s'agenouille devant lui en l'appelant « père », et de fait se revendique comme son héritier.

### Vers un retour des surhommes européens?

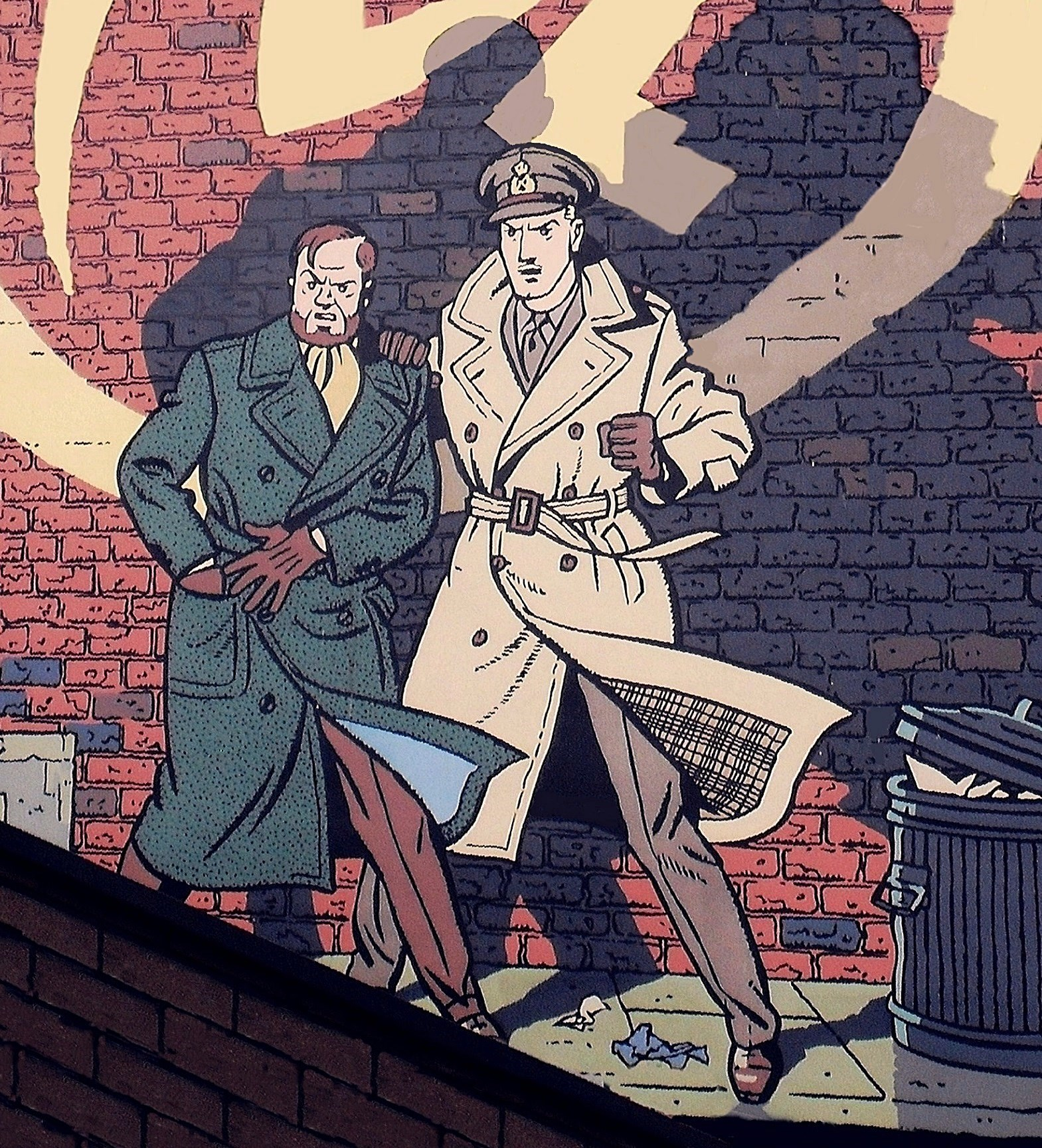
À droite, Francis Blake apparaît comme un des nouveaux héros européens prenant la relève des surhommes au moment de la Seconde Guerre mondiale.

Les surhommes ayant fui, étant morts ou ayant été dévoyés à l'instar du Nyctalope devenu fou, l'imaginaire super-héroïque européen semble avoir été stérilisé. Néanmoins, la série se conclut sur l'enrôlement de nouvelles recrues, le français Bob Morane et l'anglais Francis Blake illustrant en réalité une adaptation de l'imaginaire. Cette scène fait figure de passage de relais au sein de l’imaginaire européen entre le surhomme et l'aventurier, qui devient désormais la nouvelle figure héroïque de la littérature populaire et de la bande dessinée. L'autre figure archétypale qui s'épanouit après la guerre, notamment grâce au mythe gaulliste, est le héros résistant, luttant malgré des moyens dérisoires contre le fascisme. Le personnage du Partisan, appelé également dans la série « le héros sans pouvoir », illustre ce nouveau type de héros en restant sur les quais de Londres pour continuer le combat en Europe.
Par ailleurs, les auteurs parviennent à instiller un espoir pour l'avenir en posant les bases d'une possible résurgence des surhommes européens, non pas en créant un modèle alternatif aux super-héros américains, mais au contraire en s'inscrivant dans un imaginaire euro-américain. Tout d'abord, le Golem délivre un message d'espoir aux Européens. En déclarant : « Gagnez cette guerre. Payez vos dettes », il laisse entendre que l'Europe redeviendra une puissance de premier plan et qu'ainsi elle pourra à nouveau retrouver sa capacité à rêver le monde. De plus, l'Hypermonde, par la voix de George Spad marchant vers son tragique destin, annonce lui-même sa disparition puis sa future renaissance. Et enfin, de la même manière que les auteurs ouvrent la série avec une citation de Nietzsche tirée de Ainsi parlait Zarathoustra, ils la concluent avec une phrase à nouveau tirée du poème : « Et ce n'est que lorsque vous m'aurez tous renié que je reviendrai parmi vous » annonçant le prochain retour des surhommes. Le dernier dessin qui clôt l'œuvre représente la Chambre ardente, la bague perdue de Jean Séverac dans les Alpes autrichiennes, qui semble attendre le retour d'une nouvelle génération de super-héros européens.

## Style graphique
Le travail des auteurs vise d'une part l'hommage au merveilleux-scientifique et à l'anticipation ancienne, d'autre part il montre leur volonté de renouveler un genre super-héroïque désuet en France.

### Héritage graphique

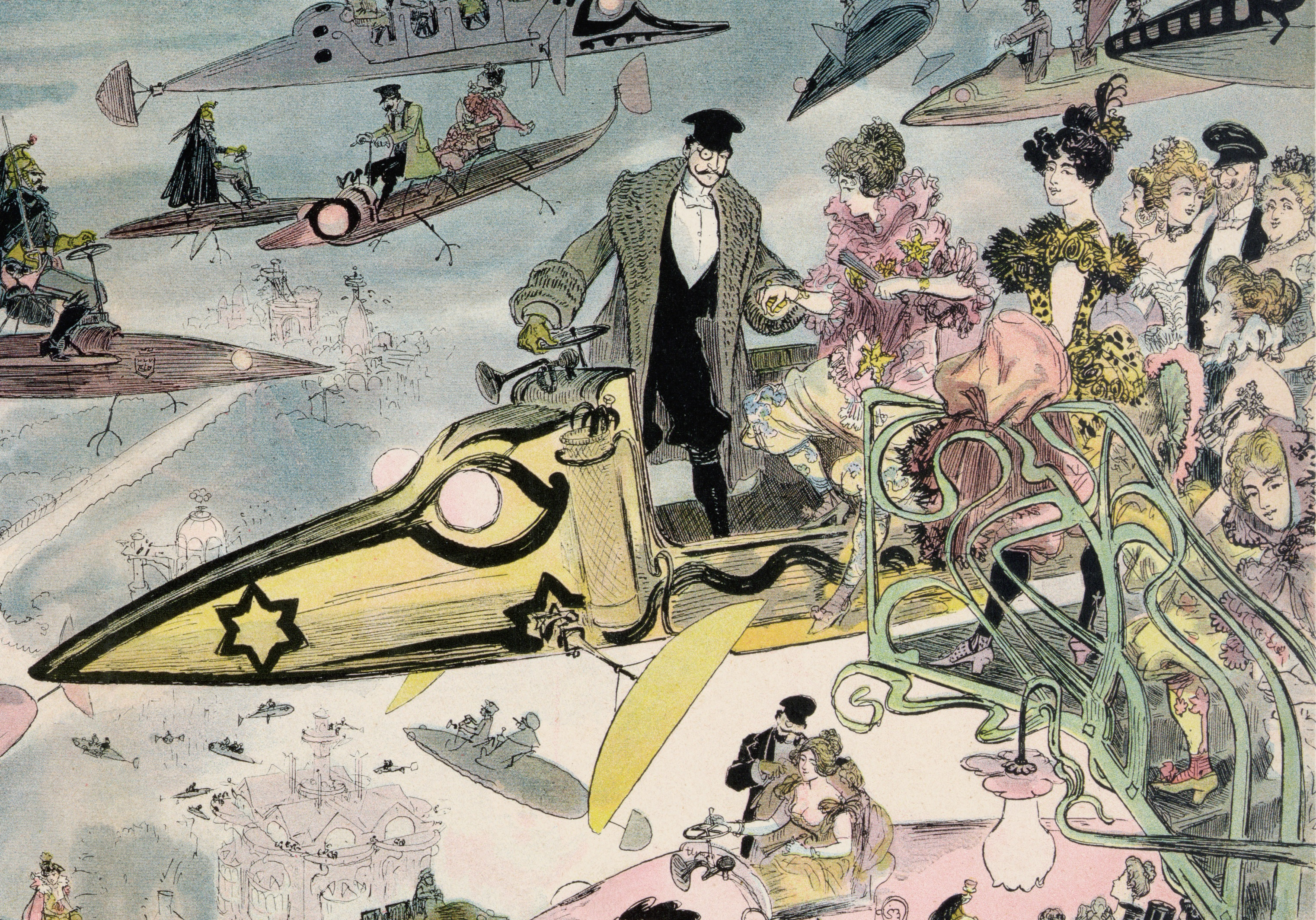
Certains dessins de Gess rappellent les illustrations d'Albert Robida. Détail de la Sortie de l'opéra en l'an 2000.

Le travail graphique du dessinateur Stéphane Gess et de la coloriste Céline Bessoneau s'inscrit dans une filiation assumée à une littérature populaire, dans la mesure où les auteurs se fixent comme objectif de redonner leurs lettres de noblesse aux anciens personnages européens tombés dans l'oubli, au contraire de leurs homologues américains.
La Brigade chimérique fourmille de détails visuels qui montrent son affiliation au genre merveilleux-scientifique. L'ambiance recréée dans la série adopte un ton rétro, steampunk qui, si elle renvoie à la science-fiction pionnière de Jules Verne, est pleinement marquée par l'influence des feuilletonistes et de leur goût pour l'excès commercial, à l'instar des fantaisies d'un Gustave Le Rouge. Ainsi, le dessinateur Stéphane Gess multiplie les références, à l'exemple d'une illustration pleine page d'un bâtiment volant sur lequel le Nyctalope accoste en sortant directement par une fenêtre. Ce dessin possède une forte ressemblance avec la lithographie de 1902 d'Albert Robida appelée La Sortie de l'opéra en l'an 2000 à travers des aménagements aériens similaires.
En outre, afin d'immerger le plus possible les lecteurs dans l'imaginaire littéraire de l'histoire, les auteurs ont reproduit dans les notices en marge du récit, un certain nombre de couvertures des séries d'époque, dont les personnages de fiction ou leur écrivain apparaissent dans La Brigade chimérique, à l'instar de Belzébuth de Jean de La Hire, du Réveil d'Atlantide de Paul Féval fils et H.-J. Magog, ou encore de Baal ou la magicienne passionnée de Renée Dunan. Gess a également réalisé un travail de reconstitution de l'environnement graphique en confectionnant de fausses couvertures de fascicules qui apparaissent de manière discrète, telles que Le merveilleux Baron Brun ou Harry Dickson n°54 – La Mort qui marche qui reprend la charte graphique des aventures écrites par Jean Ray de Harry Dickson en y ajoutant une illustration et un titre qui fasse référence au Docteur Sérum.

### Choix artistiques

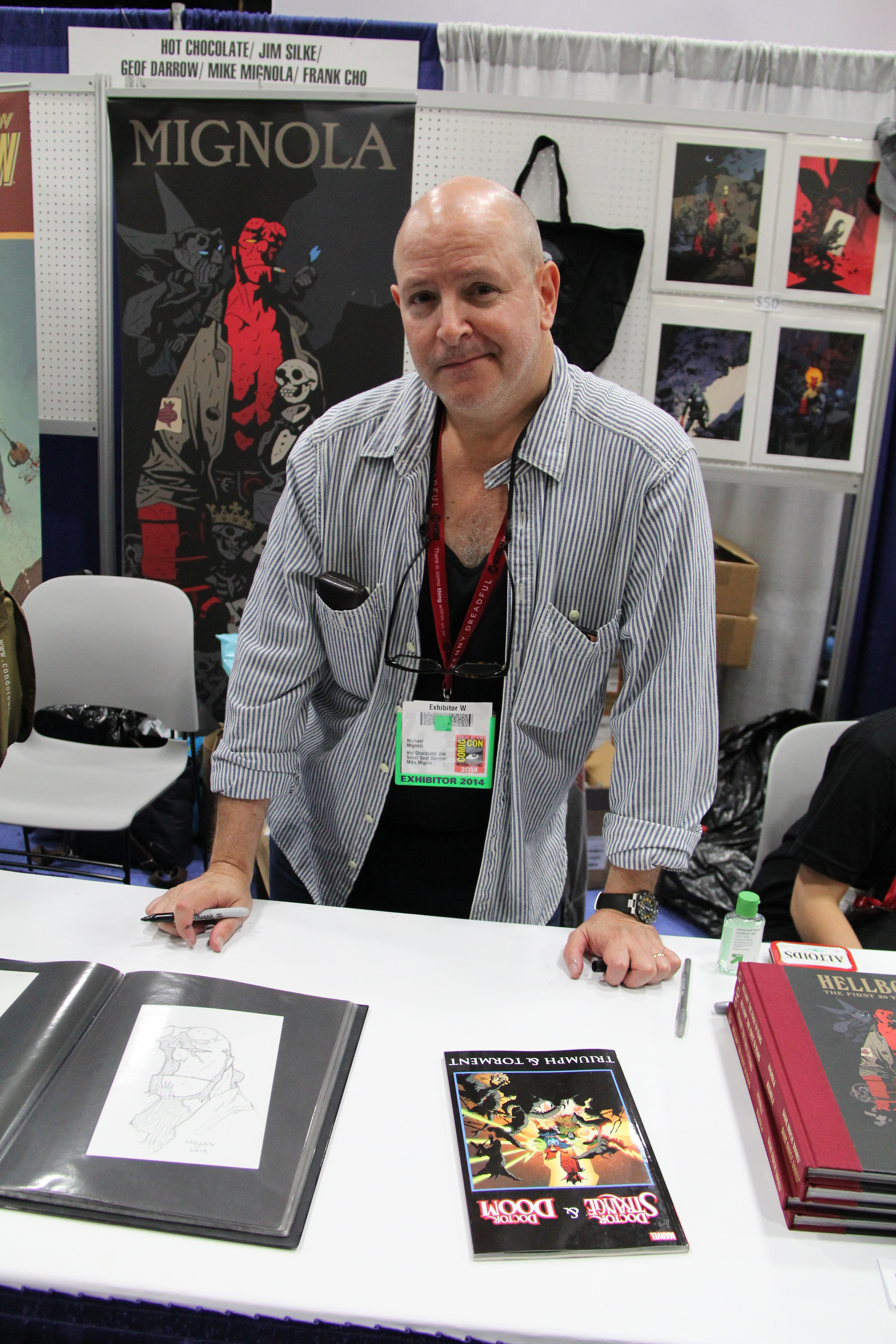
Le dessin de Gess est très proche du trait de Mike Mignola sur son travail sur la série Hellboy.

Gess s'est appuyé sur un scénario très détaillé de Serge Lehman, grand connaisseur de Paris, pour reconstituer les années 1930 dans un Paris fantasmé. Concernant le traitement des protagonistes, tandis que les personnages historiques ont été dessinés d'après photo, Gess a dû faire des choix pour concevoir le graphisme des personnages de fiction. Il a par ailleurs diversifié ses influences. Ainsi, si pour la conception de l'Ange Bleu et du docteur Mabuse, il s'est inspiré respectivement de l'actrice Marlene Dietrich et l'acteur Rudolf Klein-Rogge, qui incarnent les héros de la version cinématographique de Josef von Sternberg et de celle de Fritz Lang ; pour le Passe-muraille, il s'est au contraire éloigné de l'adaptation de Jean Boyer jouée par Bourvil, privilégiant un héros ayant les traits de Jean-Pierre Cassel choisi pour son élégance. Concernant les personnages n'ayant pas eu l'honneur à une adaptation cinématographique, Gess a dû les imaginer. Par exemple, au sujet du Nyctalope, il déclare : « je voulais un personnage qui fasse très « français », pas du tout super-héros ».
À mi-chemin entre l'album franco-belge et le comic book américain, la série revendique cet héritage entre les deux cultures transatlantiques. En effet, pour garder un rythme soutenu, le récit a été découpé en douze épisodes avec un prologue et un épilogue, et publié à sur six albums entre août 2009 et octobre 2010. Les auteurs ont donc opté pour un format hybride qui adopte la forme de l'album de librairie et le rythme narratif des comics mensuels américains. Outre le format, la série reprend les codes narratifs des comic books américains, à savoir un rythme soutenu avec des rebondissements et des retournements de situation à chaque fin d’épisode, tout en gardant instillant une touche européenne à travers les décors, les personnages et surtout une intrigue européocentrée. Ce découpage narratif, couplé au traitement graphique, vise à moderniser le concept de super-héros européens.
Concernant les couvertures des albums, Gess a effectué une progression entre elles en optant pour des couleurs qui s’assombrissent au fil des volumes. Ainsi, elles reflètent elles-mêmes l’évolution du récit qui se termine sur un ton très noir. Pour le traitement graphique de la bande dessinée, influencé par le style de Mike Mignola en particulier sur sa série Hellboy, Gess développe un dessin épuré au style contrasté, matinée d’expressionnisme. Pour créer une ambiance et une esthétique steampunk, il intègre des images d’époque mêlés à des constructions mécaniques oniriques.

## Publication
La saga La Brigade chimérique est parue aux éditions L'Atalante entre août 2009 et octobre 2010. Scénarisée par Serge Lehman et Fabrice Colin, elle est dessinée par Gess et mise en couleurs par Céline Bessoneau. Les auteurs entreprennent une publication avec un rythme soutenu afin de publier en l'espace d'un an, six tomes comprenant chacun deux histoires. Cette parution est un hommage aux feuilletons alors en vogue au début du XXe siècle.
Collection originale
- Tome 1 : Mécanoïde Curie - La Dernière Mission du Passe-muraille, L'Atalante, août 2009
Scénario : Serge Lehman et Fabrice Colin - Dessin : Gess - Couleurs : Céline Bessoneau - (ISBN 978-2841724406)
- Tome 2 : Cagliostro - La Chambre ardente, L'Atalante, septembre 2009
Scénario : Serge Lehman et Fabrice Colin - Dessin : Gess - Couleurs : Céline Bessoneau - (ISBN 978-2841724741)
- Tome 3 : L'Homme cassé - Bon anniversaire docteur Séverac, L'Atalante, octobre 2009
Scénario : Serge Lehman et Fabrice Colin - Dessin : Gess - Couleurs : Céline Bessoneau - (ISBN 978-2841724758)
- Tome 4 : Politique internationale - HAV-Russe, L'Atalante, mars 2010
Scénario : Serge Lehman et Fabrice Colin - Dessin : Gess - Couleurs : Céline Bessoneau - (ISBN 978-2841724963)
- Tome 5 : Le Club de l'hypermonde - TOLA, L'Atalante, juin 2010
Scénario : Serge Lehman et Fabrice Colin - Dessin : Gess - Couleurs : Céline Bessoneau - (ISBN 978-2841725090)
- Tome 6 : La tête arrive - Épilogue : Le Grand Nocturne, L'Atalante, octobre 2010
Scénario : Serge Lehman et Fabrice Colin - Dessin : Gess - Couleurs : Céline Bessoneau - (ISBN 978-2841725236)

Intégrale
En 2012, les éditions L'Atalante regroupent les six albums en une seule intégrale, à laquelle s'ajoutent, en fin de volume, des commentaires des auteurs présentant les travaux préparatoires du projet, les sources d’inspirations, quelques ébauches graphiques, ainsi que les explications des nombreuses références littéraires et historiques qui parsèment l'œuvre.
- La Brigade chimérique - L'intégrale, L'Atalante, 2012 (rééd. en 2015)
Scénario : Serge Lehman et Fabrice Colin - Dessin : Gess - Couleurs : Céline Bessoneau - (ISBN 978-2841726189)

Publication en langue anglaise
En avril 2013, après une rencontre avec l'éditeur britannique Titan Publishing à la Foire du livre à Londres, L'Atalante lui vend la série. Elle est traduite en anglais et publiée chez Titan à partir de 2014 sous le titre The Chimera Brigade.

## Réception

### Critique de l'œuvre
Dès la sortie du premier volume en août 2009, La Brigade chimérique connaît un véritable retentissement dans le domaine du merveilleux-scientifique en bande dessinée. Elle devient en effet rapidement culte pour les amateurs de ce genre littéraire qui connaît un renouveau depuis le début du XXIe siècle.

#### Scénario
Bien que la ressemblance de La Brigade chimérique avec son aînée, La Ligue des gentlemen extraordinaires d'Alan Moore, soit régulièrement évoquée, la comparaison est systématiquement perçue comme inappropriée par les critiques tant les deux œuvres diffèrent, que ce soit par le but recherché que par la méthode employée,. À cet égard, l'objectif de la série initiée par Serge Lehman de non seulement créer une généalogie commune avec la mythologie super-héroïque américaine, mais également de repenser les événements historiques à travers le prisme de l'imaginaire européen des années 1920 et 1930, est estimé réussi,,,.
Cette œuvre, unanimement reconnue pour son érudition littéraire,,,, parvient à décrire la situation géopolitique complexe de l'Europe de la fin des années 1930 tout en gardant un récit fluide et compréhensible. Cependant, si la série possède plusieurs niveaux de lectures qui rendent le propos intelligent et subtil, elle nécessite également plusieurs lectures pour justement en saisir toutes les subtilités,. D'ailleurs, cette richesse littéraire est parfois perçue comme une tendance au « name dropping » avec une présence de personnages secondaires non exploités,, tendance que la parution de la notice en marge de l'intégrale a permis d'atténuer, grâce à l'éclairage des nombreuses références littéraires qui ponctuent la série.

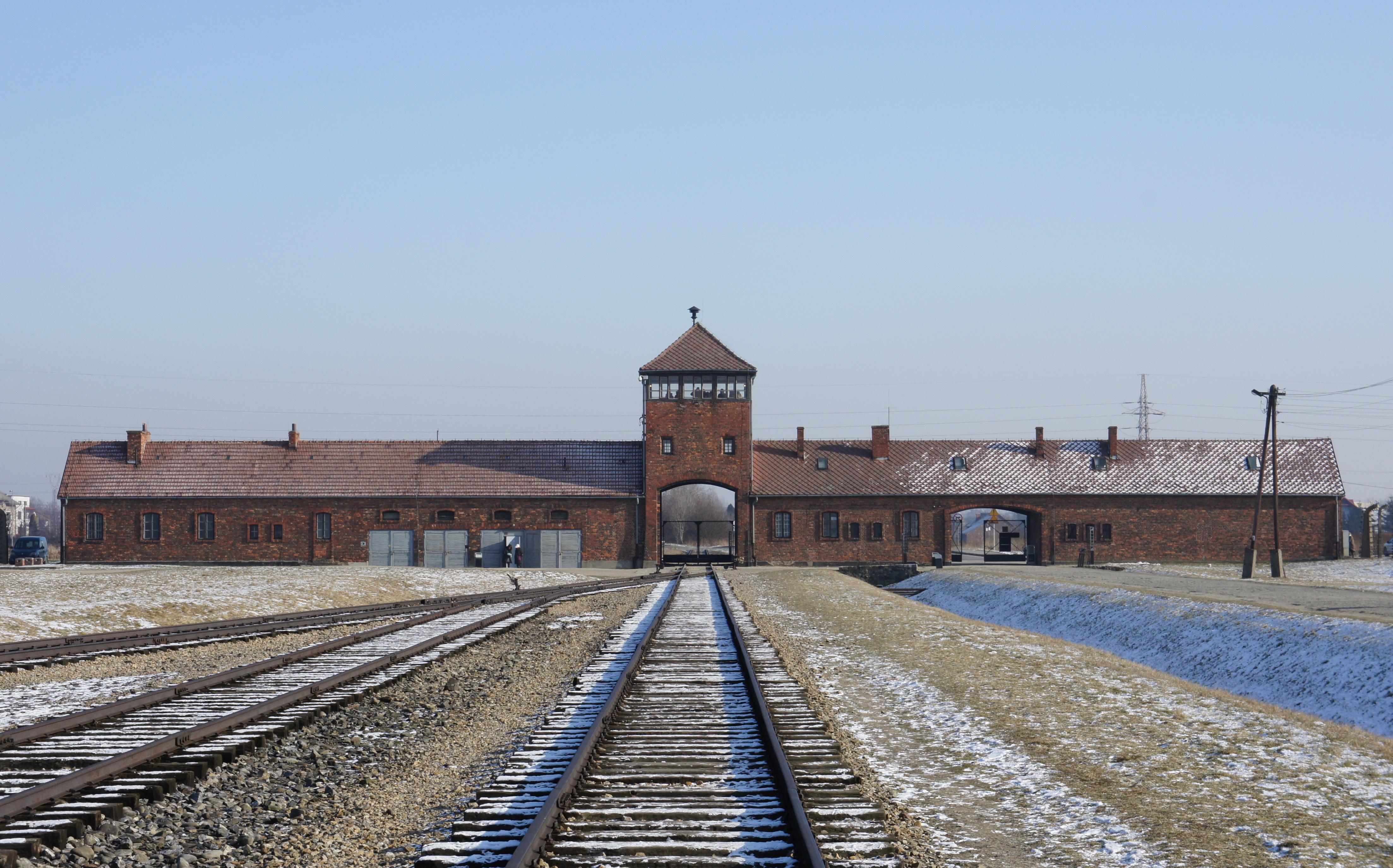
Le camp d'extermination d'Auschwitz se matérialise à la fin de la série après la victoire définitive de Mabuse.

Concernant la progression narrative, le récit prend le temps de présenter les éléments clés de l'univers, avec pour corollaire, aux yeux de certains critiques, une histoire qui tarde véritablement à débuter. Ainsi, les trois premiers tomes posent le décor et décrivent les différents acteurs majeurs de l'intrigue, et ce n'est qu'à partir du quatrième volume que le récit devient tout à coup plus inquiétant et se pose comme une œuvre véritablement sombre,,.
Bien que l'intérêt de la série soit de faire sortir de l'oubli de nombreux personnages de fiction ayant eu leur heure de gloire au début du XXe siècle, le personnage le plus intéressant et le mieux exploité de la saga apparaît comme étant le Nyctalope, notamment en comparaison des autres protagonistes qui manquent de charisme. Par ailleurs, le risque pris par les auteurs à intégrer la Shoah au récit, en la réinterprétant dans une optique superscientifique, est saluée pour sa réussite à en décrire toute l'horreur et l'atrocité,.
Revendiquant sa filiation avec les comic books, la série évolue au rythme des révélations soigneusement préparées au cours des tomes précédents et parvient à conclure chaque récit de cliffhangers efficaces,,. Cependant, contrairement aux comics de super-héros américains, si La Brigade chimérique n'est pas exempte de scènes de combats super-héroïques, leur traitement est jugé trop minimaliste et pas assez spectaculaire, à l'instar du combat final qui oppose la brigade au Gang M,.

#### Dessins et couleurs
L'inspiration de Gess, vis-à-vis des œuvres de Mignola, est clairement ressentie par toutes les critiques, qui reconnaissent d'ailleurs que ses dessins s'accordent très bien avec le propos de Serge Lehman,,. En effet, si le trait de Gess peut apparaître au lecteur vieux et désuet au premier abord, son travail graphique parvient à renouer avec le style rétro des années 1920-1930, qui donne finalement à la saga une forte identité visuelle, à l'instar des scènes de flashback, accomplis avec la coloriste Céline Bessonneau, qu'il introduit avec beaucoup de créativité.
Par ailleurs, le travail graphique de Gess évolue de façon importante en cours d'écriture, si bien que sa qualité graphique s'en retrouve grandement améliorée jusqu'à en aboutir à une mise en scène presque cinématographique.

### Récompenses
La Brigade chimérique est récompensée à travers la réception de deux prix.
La série reçoit en 2010, le prix du jury BdGest'Art, organisé par le site Internet BD Gest', qui souhaite récompenser à la fois l'initiative de la modeste maison d'édition L'Atalante à porter une série aussi ambitieuse, mais également la série elle-même, qui parvient à construire avec brio un récit complet sur les super-héros européens au cours d'une période trouble.
L'année suivante, le Grand prix de l'Imaginaire 2011 dans la catégorie bande dessinée lui est décerné lors du Festival Étonnants Voyageurs de Saint-Malo. Ce prix honorifique est décerné par un jury de spécialistes des littératures de l'imaginaire.

## Postérité

### Les séries dérivées

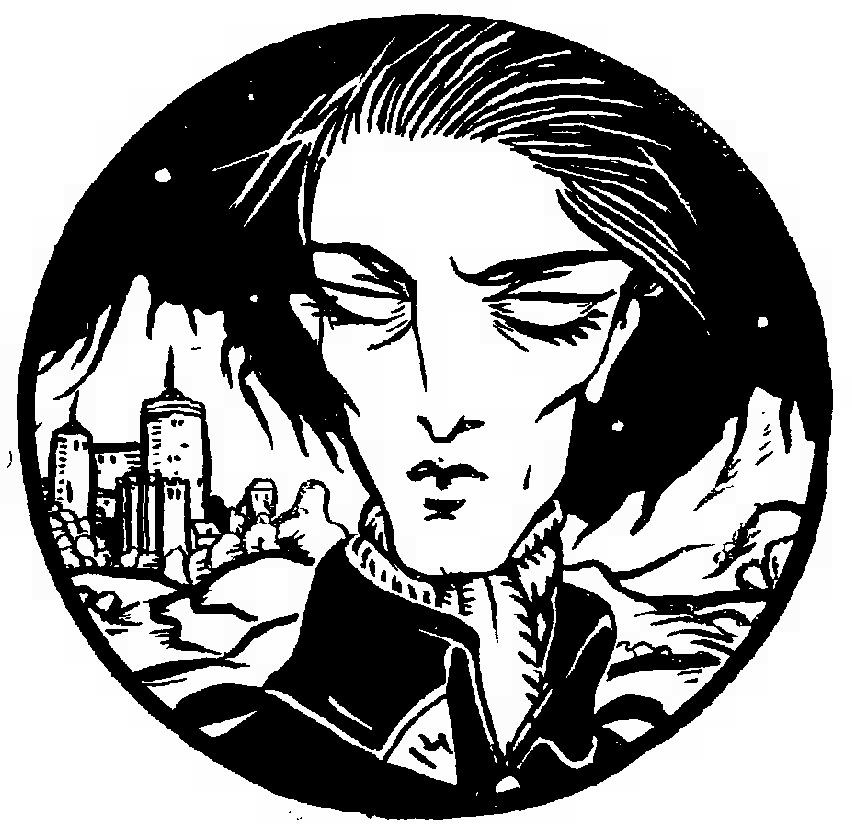
Jean Lebris, le héros de L'Homme truqué de Maurice Renard, connaît de nouvelles aventures dans la bande dessinée homonyme. Illustration de Rzewuski publiée dans la revue Je sais tout en 1921.

Après la sortie de La Brigade chimérique, Serge Lehman a publié plusieurs séries de bandes dessinées prenant plus ou moins place dans le même univers. Ainsi en 2012, il donne une suite indirecte à la série originelle avec la sortie de Masqué. Publiée en quatre tomes chez Delcourt et dessinée par Stéphane Créty, cette série est située à Paris-métropole dans un futur proche. La Seconde Guerre mondiale a oblitéré le souvenir des surhommes français d'avant-guerre et l'influence des Situationnistes s'est substituée à celle des Surréalistes. Ce futur proche, dominé par l'ombre tutélaire du Fantômas, met en scène le retour des super-héros européens à travers les aventures de l'Optimum.
En parallèle à Masqué, Serge Lehman retrouve Gess pour publier L'Homme truqué en 2013 aux éditions L'Atalante. Conçu comme une préquelle à La Brigade chimérique, cette bande dessinée est une libre adaptation de deux récits de Maurice Renard, les romans Le Péril bleu (1911) et L'Homme truqué (1921). En situant le récit en 1919, Lehman met en scène un soldat de la Première Guerre mondiale ayant acquis une vision surhumaine à la suite d'une expérience médicale. Marie Curie et le Nyctalope assurent la transition avec la série La Brigade chimérique, dont les membres interviennent brièvement en fin de volume.
L'année suivante, accompagné du dessinateur Stéphane de Caneva, Lehman entreprend la publication de la série Metropolis, une alternative utopique désenchantée à La Brigade chimérique. Cette tétralogie publiée entre 2014 et 2017 chez Delcourt, explore un continuum parallèle dans lequel la Première Guerre mondiale a pu être évitée. L'intrigue repose sur une enquête policière au cœur de Metropolis, ville symbole de la réconciliation franco-allemande.
Entre 2015 et 2016, le tandem Lehman-Gess publie chez Delcourt, L'Œil de la Nuit, une série racontant les premières aventures du jeune Nyctalope en trois tomes. Suivant le modèle initié par La Brigade chimérique, non seulement cette nouvelle série mêle l'hommage à la littérature populaire de l'entre-deux-guerres et aux comics contemporains, mais elle vise également à réactualiser tout un patrimoine merveilleux-scientifique.
Enfin, Serge Lehman retrouve le dessinateur Stéphane de Caneva — avec qui il avait collaboré pour Metropolis —, accompagné du coloriste Lou, afin de publier en janvier 2022 une suite intitulée La Brigade chimérique - Ultime Renaissance, dont l'intrigue se déroule après celle de Masqué.

### Parutions transmédia

#### La Brigade chimérique – l'encyclopédie et le jeu
En novembre 2010, une œuvre dérivée de la série principale paraît sous le titre La Brigade chimérique – l'encyclopédie et le jeu éditée par les éditions Sans-Détour. Ce supplément à la série comporte deux parties : la première, à vocation encyclopédique, vise à approfondir l'univers de La Brigade chimérique, et la seconde est un jeu de rôle prenant place dans cet univers. L'ouvrage est rédigé par un collectif d'auteurs composé de Romain d'Huissier, Willy Favre, Laurent Devernay, Julien Heylbroek et Stéphane Treille, tandis que Gess et Willy Favre l'agrémentent de nombreuses illustrations inédites.
La première partie encyclopédique est une création indépendante de la série, même si Serge Lehman en a écrit la préface, suggéré quelques développements et relu les textes. Elle explore et approfondit l'univers de La Brigade chimérique en décrivant le contexte géopolitique européen, l'urbanisme des grandes villes européennes, ses postulats scientifiques qui tournent autour des notions de Plasme et de l'Hypermonde. En outre, elle propose des biographies détaillées des protagonistes de la série, ainsi que des personnages créés par les auteurs de l'Encyclopédie, à l'instar du « Tribun » qui fait explicitement référence à Léon Daudet.
La seconde partie est un jeu de rôle permettant aux joueurs d'incarner des surhommes aux facultés extraordinaires dans le Paris des années 1930. Cet ouvrage est complété par deux autres volumes, Aux confins du merveilleux-scientifique (2011) et La Grande Nuit (2012), parus également aux éditions Sans-Détour. Enfin, en complément, six numéros d’un fanzine appelé La Gazette du Surhomme, contenant des scénarios de jeu et des fiches de personnages inédits, paraissent entre l'été 2011 et l'automne 2016 ; y participent, pour les deux premiers numéros, deux concepteurs du jeu, à savoir Romain d'Huissier et Willy Favre.

#### Projet d'adaptation au cinéma
En 2015, Fabrice Colin, coscénariste de la bande dessinée, évoque un projet d'adaptation au cinéma en vue duquel lui et Serge Lehman seraient scénaristes.
Le projet semble en passe de se concrétiser, puisqu'en décembre 2017 les éditions L'Atalante annoncent que le studio d'animation français Sacrebleu Productions a acheté les droits d'adaptation cinématographique de La Brigade chimérique ; en juin 2024, le magazine Variety révèle que les réalisateurs Louis Leterrier (Le Transporteur, L'Incroyable Hulk, Le Choc des Titans…) et Antoine Charreyron (The Prodigies, Batwheels, Galactik Football…) travaillent à l'adaptation de l'œuvre qui devrait être développée sous la forme d'une série animée.

#### Roman
En juin 2024, dans une autre perspective transmédia, paraît le faux roman de George Spad ayant prétendument servi de base à la bande dessinée d'origine,. Ce texte, écrit par Christine Luce, avait connu une première édition sous le titre Renée Dunan contre les mutants (Moltinus, 2021). Sa réédition assume le canular : le texte est une fois encore signé « George Spad », mais il est de plus titré, cette fois-ci, L'Homme chimérique et est précédé de la mention « Christine Luce et Serge Lehman présentent… ». Outre le roman lui-même, le volume contient une préface de Luce et une postface de Lehman dans laquelle le scénariste narre en détail la façon dont cette supercherie littéraire s'est mise en place, depuis le début du processus créatif en 1996 jusqu'à sa révélation à la fin des années 2010 : « L’affaire George Spad [est] le fruit d’un processus mythique, auquel ont pris part le hasard, les biais cognitifs, les lacunes documentaires, et une obscure conjuration sans chef ni mot d’ordre. Plusieurs récits de son origine ont circulé. Je profite de l’occasion qui m’est offerte pour établir les faits, tels que je les ai vécus. » L'illustration de couverture du volume est réalisée par Stéphane de Caneva, qui a dessiné Metropolis et La Brigade Chimérique – Ultime Renaissance.

#### Ouvrages et articles généralistes
- [Fournier 2014] Xavier Fournier, Super-héros. Une histoire française, Paris, Huginn & Muninn, 2014, 240 p. (ISBN 978-2-36480-127-1).
- [Lainé 2013] Jean-Marc Lainé, Super-héros ! : La puissance des masques, Les Moutons électriques, coll. « Bibliothèque Des Miroirs », 2013, 356 p. (ISBN 978-2-36183-109-7, lire en ligne).
- [Lanuque 2015] Jean-Guillaume Lanuque, « Le retour du refoulé ? Sur le renouveau du merveilleux scientifique », dans Jean-Guillaume Lanuque (dir.), Dimension Merveilleux scientifique, Encino (Calif.), Black Coat Press, coll. « Rivière Blanche », 2015 (ISBN 978-1-61227-438-6), p. 359-377.
- [Lanuque 2018] Jean-Guillaume Lanuque, « La bande-dessinée, avenir du merveilleux-scientifique ? », dans Jean-Guillaume Lanuque (dir.), Dimension Merveilleux scientifique 4, Encino (Calif.), Black Coat Press, coll. « Rivière Blanche », 2018 (ISBN 978-1-61227-749-3), p. 287-302.

#### Articles spécialisés et chroniques
- [Bi 2009] Jessie Bi, « la Brigade Chimérique (t.1 & 2) », sur du9, novembre 2009.
- [Dasse 2010] Christophe Dasse, « Jeu de rôle La Brigade Chimérique : L'encyclopédie », sur Unification France, 31 décembre 2010.
- Romain d'Huissier, « Actualité diverse de Romain d'Huissier - auteur », sur Rom51, 2009-2010. Blog tenu par l'un des rédacteurs de l'Encyclopédie, qui présente et — quelquefois analyse — les volumes de la série.
  - [d'Huissier 2009a] Romain d'Huissier, « La Brigade Chimérique », sur Rom51, 23 août 2009
  - [d'Huissier 2009b] Romain d'Huissier, « La Brigade Chimérique - site et tome 2 », sur Rom51, 23 septembre 2009
  - [d'Huissier 2009c] Romain d'Huissier, « La Brigade Chimérique - tome 3 », sur Rom51, 25 octobre 2009
  - [d'Huissier 2010a] Romain d'Huissier, « La Brigade Chimérique - tome 4 », sur Rom51, 23 mars 2010
  - [d'Huissier 2010b] Romain d'Huissier, « La Brigade Chimérique - tome 5 », sur Rom51, 24 juin 2010
  - [d'Huissier 2010c] Romain d'Huissier, « La Brigade Chimérique - tome 6 et bilan », sur Rom51, 3 novembre 2010
- [Farinaud 2011] Stéphane Farinaud, « La brigade Chimérique L'Encyclopédie », sur BD Gest', 21 février 2011.
- [Flux 2010a] Éric Flux, « La brigade chimérique. Épisode 1 : les sources », sur EO le blog, 20 octobre 2010.
- [Flux 2010b] Éric Flux, « La brigade chimérique. Épisode 2 : la chute », sur EO le blog, 24 octobre 2010.
- [Hummel 2015] Clément Hummel, « Pour un imaginaire (mythique) de la fiction de genre d’avant-guerre, La Brigade chimérique (2009-2010) de Serge Lehman », Journée d'étude doctorale « Genres littéraires et fictions médiatiques »,‎ 17 novembre 2015 (lire en ligne).
- « Œuvre : La Brigade chimérique (2009-2013) », sur SciFi-Universe, 2009-2010. Critique des six volumes de la série.
  - [L. 2010a] Vincent L., « Du comics à la française... », sur SciFi-Universe, 25 novembre 2010
  - [L. 2010b] Vincent L., « Les éléments sont patiemment posés... », sur SciFi-Universe, 27 novembre 2010
  - [L. 2010c] Vincent L., « L'intrigue s'enlise… », sur SciFi-Universe, 30 novembre 2010
  - [L. 2010d] Vincent L., « Les choses sérieuses commencent maintenant... », sur SciFi-Universe, 5 décembre 2010
  - [L. 2010e] Vincent L., « La fin est proche… », sur SciFi-Universe, 7 décembre 2010
  - [L. 2010f] Vincent L., « Un épilogue convaincant, mais trop rapide… », sur SciFi-Universe, 9 décembre 2010
- Désirée Lorenz, « Modalités et enjeux de la réappropriation culturelle de la figure du super-héros dans La Brigade chimérique et Masqué de Serge Lehman », dans Marc Atallah et Alain Boillat (dir.), BD-US : les comics vus par l'Europe, Gollion, Infolio, 2016, 171 p. (ISBN 978-2-88474-824-7), p. 151-171.
- [Martin 2012] Jean-Philippe Martin, « La brigade chimérique, l’intégrale », sur Cité internationale de la bande dessinée et de l'image, 2012.
- [Suply 2012] Laurent Suply, « La Brigade Chimérique : épitaphe des héros européens », sur Le Figaro.fr, 16 novembre 2012.
- [Vas-Deyres 2011a] Natacha Vas-Deyres, « Histoire(s) tentaculaire(s) », sur L'intermède.com, 3 janvier 2011.
- [Vas-Deyres 2011b] Natacha Vas-Deyres, « La Brigade chimérique et son Encyclopédie », Quinzinzinzili, l'univers messacquien, no 12,‎ janvier 2011, p. 10-13.
- [Wesel 2010] D. Wesel, « Tome -6- La Tête arrive - Le Grand Nocturne », sur BD Gest', 28 octobre 2010.

#### Interviews des auteurs
- [Dao et Gess 2010] Éric Dao (Intervieweur) et Gess, « La brigade chimérique. Épisode 4 : Gess, l'entretien », sur EO le blog, 31 octobre 2010.
- [Flux et Lehman 2010] Éric Flux (Intervieweur) et Serge Lehman, « La brigade chimérique. Épisode 3 : Questions à Serge Lehman », sur EO le blog, 26 octobre 2010.
- [Jenvrey et Lehman 2013] Dominiq Jenvrey (Intervieweur) et Serge Lehman, « Radium Unlimited », sur ParisLike, 2013.
- [Roure, Lehman et Colin 2009] Benjamin Roure (Intervieweur), Serge Lehman et Fabrice Colin, « Où sont passés les super-héros européens ? », sur BoDoï, 7 septembre 2009.
- [Vas-Deyres et Lehman 2011] Natacha Vas-Deyres (Intervieweuse) et Serge Lehman, « La Brigade chimérique, représentation de l'imaginaire : interview de Serge Lehman », Quinzinzinzili, l'univers messacquien, no 12,‎ janvier 2011, p. 14-17.